# 義和団の乱
義和団の乱（ぎわだんのらん、中国語: 義和團運動; 拼音: Yìhétuán Yùndòng、満洲語：ᠴᡳᠣᠸᠠᠨ
ᠰᡝᡵᡝ
ᡝᡥᡝ
ᡥᡡᠯᡥᠠ ᡳ
ᡶᠠᠴᡠᡥᡡᠨ　転写：ciowan sere ehe hūlha i facuhūn）は、1900年（1899年）に起こった、清朝末期の動乱である。義和団事件・義和団事変・北清事変（ほくしんじへん）・清国事変・義和団戦争などの呼び方もあり、中国では戦争が起こった年の干支から庚子事変（こうしじへん）とも言われるが、本項では「義和団の乱」で統一する。
「扶清滅洋」を叫ぶ宗教的秘密結社義和拳教による排外主義の運動が展開された が、1900年（光緒26年）に清国の西太后がこの叛乱を支持して6月21日に欧米列国に宣戦布告したため国家間戦争となった。だが、宣戦布告後2カ月も経たないうちに、北京の公使館員や居留民保護のため八カ国連合軍が北京に進出し日本は最大の兵力8000人を投入した。

## 背景

### 清末におけるキリスト教の布教活動

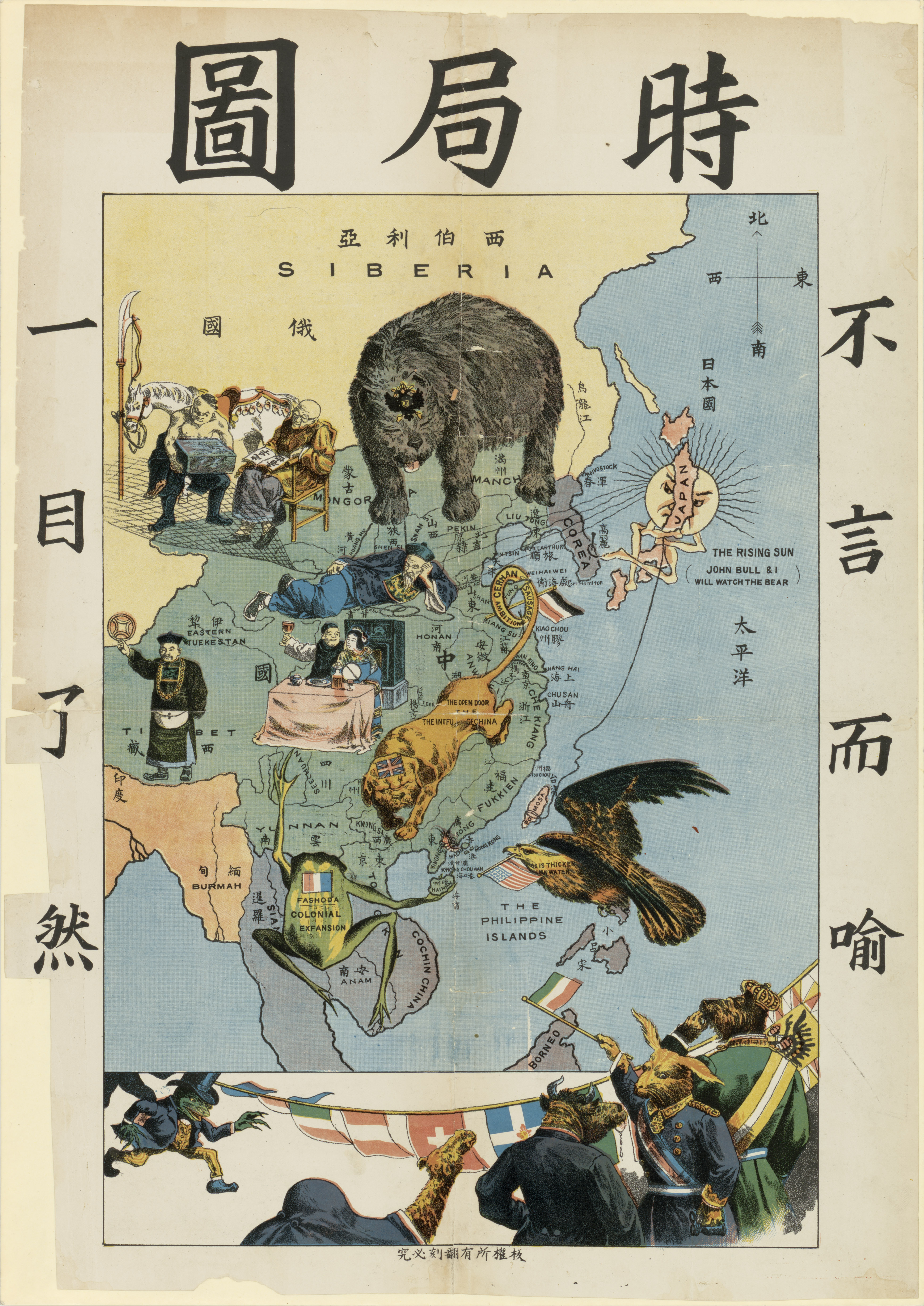
1900-1904年の東アジア時局図

中国にキリスト教が伝来したのはかなり古いが、多くの信者を獲得することなく清末にいたった。しかしこうした事態に変化をもたらしたのが、相次ぐ西欧列強との戦争とその後の不平等条約締結である。それまで布教活動は条約港に限り認められていたが、アロー戦争（第二次アヘン戦争）後結ばれた天津条約では、清朝内陸への布教を認める条項（内地布教権）が挿入されており、以後多くの外国人宣教師が内地へと入っていった。この結果、キリスト教は次第に信者を獲得していく。

### 仇教事件の発生
列強国の宣教師らや会社は、本国政府の軍事的強迫と不平等条約を背景に宗教的信念と戦勝国に属しているという傲岸さが入り交じった姿勢で中国社会に臨み、その優越的地位を乱用して利益を上げ、また列強国側の慣行を押付けたために、しばしば地域の住民、商人、郷紳と衝突した。そしてさらに事態を複雑にしたのは、植民地政策の「ライス・クリスチャン（キリスト教会の飯を食う者）」の存在である。天災や朝廷の不作為に因る飢饉で寄る辺をなくした民衆の一部は宣教師の慈善活動に食事を求め、家族ぐるみ・村ぐるみで帰依することもあった。また当時清国に於ける外国人商人の経済特権により打撃を被り社会的弱者となった人々の一部も庇護を求めて入信し、クリスチャンの勢力拡大に寄与した。たとえば南方では、現地人と客家がしばしば対立して土客械闘という争いを起こしていたが、地方官は客家を弾圧することが多く、救いを求めて客家が一斉にキリスト教に入信するようなことがあった。また犯罪者や取締り対象の団体が、官憲の追及を逃れる為にキリスト教団体に属する事も見られた。
外国人宣教師、信者と、中国民衆との確執・事件を仇教（きゅうきょう）事件（史料では「教案」と表記される）という。具体的には信者と一般民衆との土地境界線争いに宣教師が介入したり、教会建設への反感からくる確執といった民事事件などから発展したものが多い。1860年代から、史料には「教案」の文字が見られはじめ、1890年代になると主に長江流域で多発するようになる。事件の発生は、列強への反感を次第に募らせていった。何故なら、布教活動や宣教師のみならず、同じ中国人であるはずの信者も不平等条約によって強固に守られ時には暴力を用いた事に因る、また事件は教会側に有利に妥結することが多かったからである。地方官の裁定に不満な民衆は、教会や神父、信者を襲い、暴力的に解決しようとすることもあった。太平天国平定の功労者であった曽国藩ですら、もし外国人の方に非があったとしても、公文書に記載し事を大きくしてはならないと述べたという。民衆の間には外国人は官僚より三等上という認識が広がっていった。
仇教事件の頻発は、一般民衆の中に、列強国及びキリスト教への反感を醸成し、外国人に平身低頭せざるを得ない官僚・郷紳への失望感を拡大させたといえる。

### 義和団の台頭－山東省の状況－

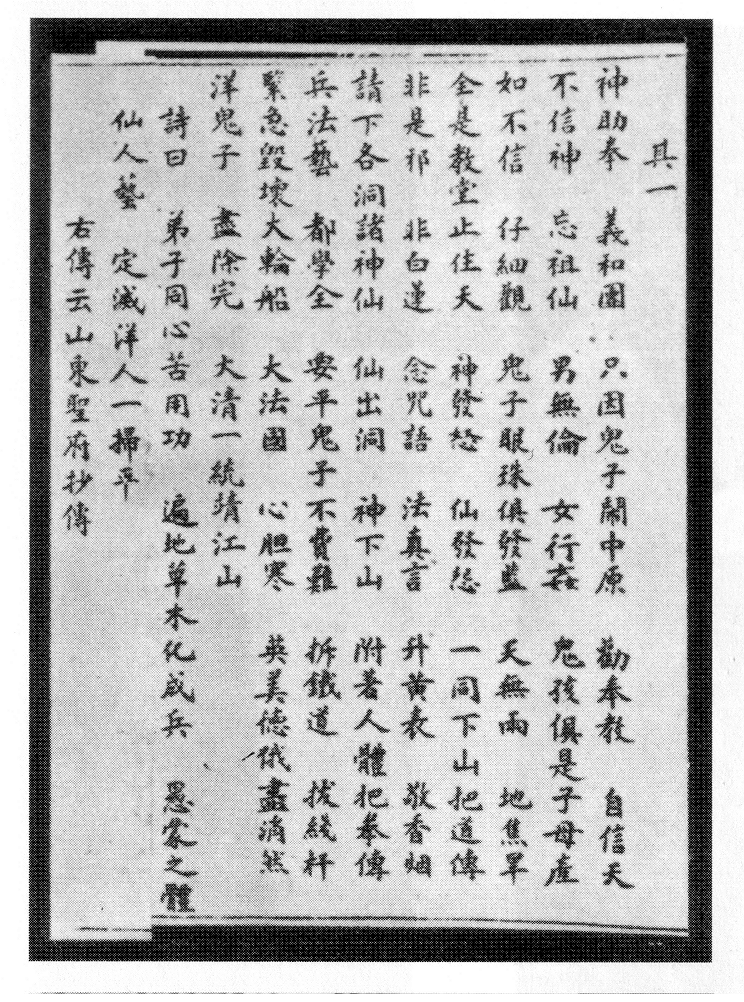
義和団の檄文

乱の主体となった義和団は山東省で発生した。19世紀末、山東省ではドイツ諸勢力のキリスト教会を介した特権を背景とする進出が目立つようになり、それに伴い仇教事件が頻発するようになった。ドイツは山東省に対して国家権益の観点のみならず、キリスト教布教も重視していた。そして山東省における特権や工業力の優位を利用した土地収奪、商売、キリスト教布教に因って当地民衆の反帝国主義感情を呼び起こし、時を追うごとに高まっていったのである。
義和団は、 太平天国における拝上帝会のようにその起源を単一のものに特定できない。そのため白蓮教的な拳法に由来するという説と、団練という地方官公認の自警団に求める説とがある。以下は日本及び中国で比較的支持されている説に基づく。
山東には元々大刀会という武術組織があった。この会は盗賊を捕まえて役所に突き出すなど、郷土防衛や治安維持を担った自警団的性格をもっていた。やがて優越した資本と特権を用いて土地を地上げするカトリック教会神父と民衆との土地争いに介入。1897年にドイツ人神父を襲撃し、教会の破壊と神父殺害を決行した（曹州教案）。この件でドイツ政府は軍艦を派兵して脅迫、不平等条約（膠澳租界条约）締結を強要し銀20万両と膠州湾、膠済鉄道の権益を得た。当団体は1899年になると山東省の西北方面に勢力を拡大し、そのころ神拳という一派と融合していった。

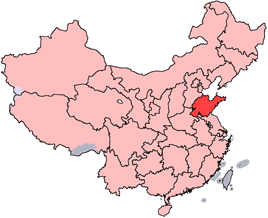
山東省

また山東の別の地域でも、在地の武術組織と列強国組織が対立する事件が発生した。例によって、教会建設を理由とする土地収奪に対する裁判で、列強国政府の圧力を背景に不利な判決を言い渡された民衆が、梅花拳という拳法の流派に助けを求めたのがきっかけである。梅花拳はその流派を3,000人ほど集め、1897年に教会を襲撃した。その後、歴史ある梅花拳全体に累が及ぶのを避けるため、「義和拳」と改名した。これは抵抗を核に梅花拳以外の人々も多く参加し始めた状況に対応する意味もあった。反帝国主義運動が広がりを見せる中で、各地のグループが次第に統合していき、義和拳となったのである。
以上に挙げた武術組織は、宗教的性格を有し、内部では宗教儀式をも行なっていた。そうした組織の崇拝する神は、齊天大聖（孫悟空の神格化）や諸葛亮、趙雲など（庶民の娯楽の『西遊記』、『三国志演義』から神格化されたもの）であった。義和団では、神が乗り移った者は刀槍不入をとなえ、刀はおろか銃弾すら跳ね返すような不死身になると信じられていた。
義和拳の勢力拡大は燎原の野火の如く急激であったが、原因の一つに当地方の巡撫が排外主義者で、取り締まりに消極的だった事がある。山東巡撫毓賢（いくけん）は、義和拳の攻撃対象がキリスト教関連施設に限定されていることをもって、彼らに同情的で、義和拳を取り締まろうとした平原県知県蒋楷を逆に罷免し、義和拳を団練として公認しようとすらした。「義和拳」が「義和団」と呼ばれるようになるのには、こうした背景があったのであり、以下の文章では「義和団」に統一する。
1899年末、毓賢は欧米列強の要求によって更迭され、かわって袁世凱が赴任し義和団を鎮圧した。

## 義和団、北京へ

### 「扶清滅洋」と清朝の宣戦布告

#### 義和団の動き

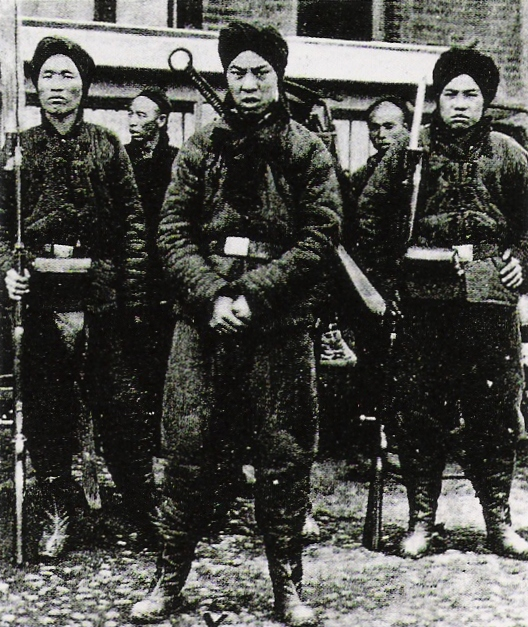
義和団の兵士。刀剣や小銃で武装している。

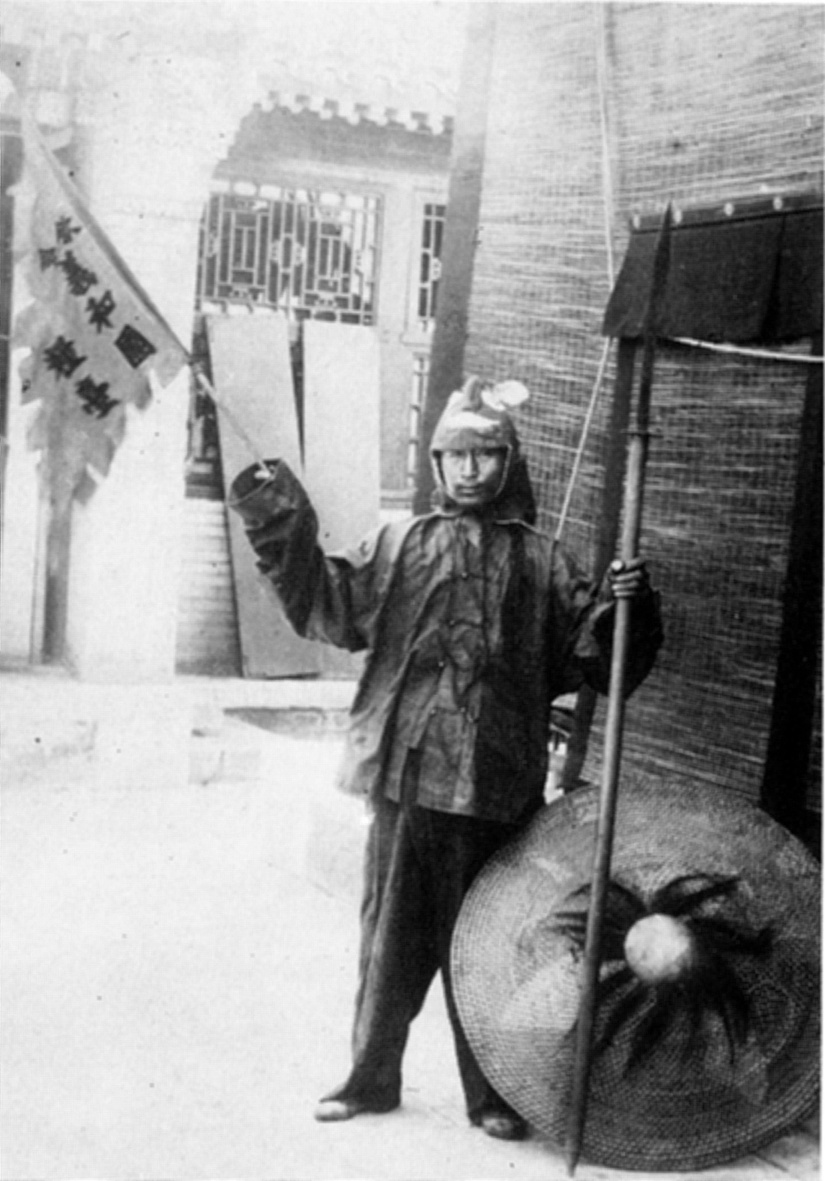
義和団のメンバー

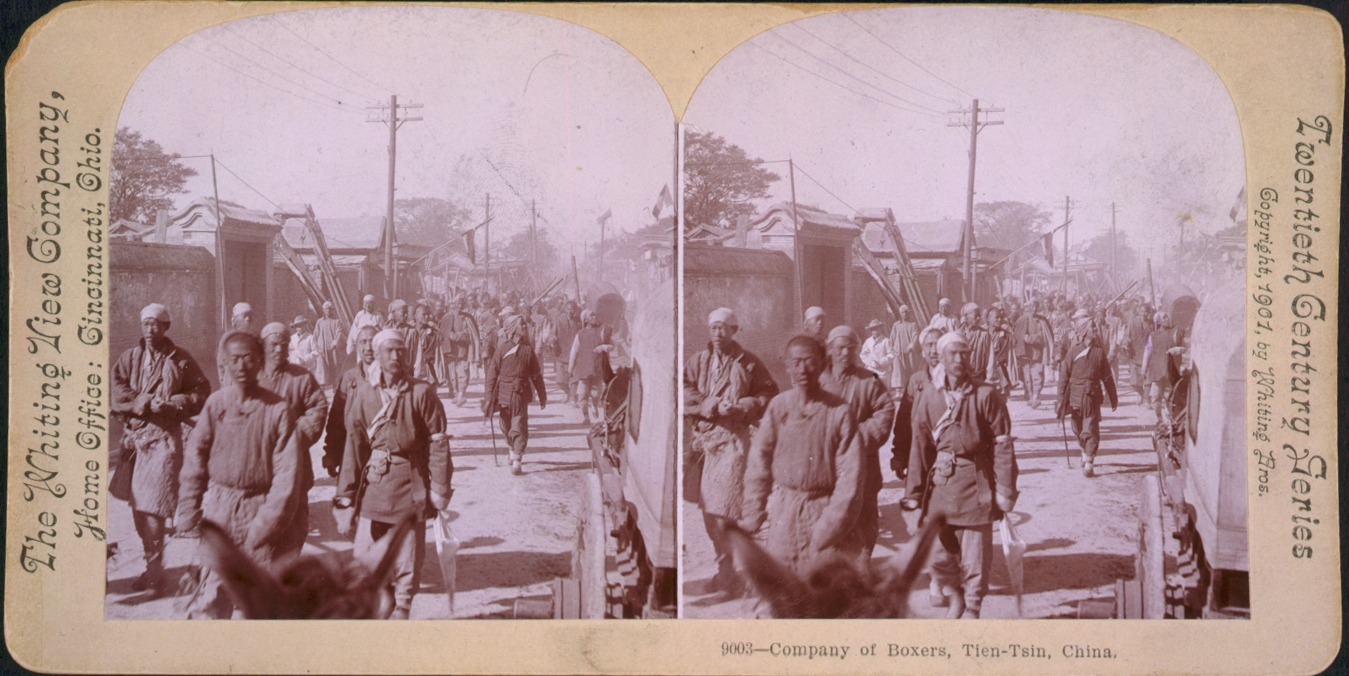
天津の義和団

山東省から押し出された義和団は直隷省（現在の河北省と北京）へと展開し、北京と天津のあいだの地帯は義和団で溢れかえる事態に至った。直隷省は山東省以上に、失業者や天災難民が多くおりそれらを吸収することによって義和団は急速に膨張した。そして外国人や中国人キリスト教信者はもとより、舶来物を扱う商店、果ては鉄道・電線にいたるまで攻撃対象とし、次々と襲っていった。そのため北京と天津の間は寸断されたのも同然となる。
当時の義和団にはいくつかのグループがあり、有名な指導者には王成徳や宋福恒、張徳成といった人々がおり、各々が数千人の義和団をまとめていた。変り種としては、「紅灯照」という女性だけを成員とするものもあり、その首領は「黄蓮聖母」と呼ばれていた。
首都北京近辺における義和団の横行を許したのは、義和団の強大化だけが原因ではない。西欧列強の強い干渉によって清朝は鎮圧を行おうとしたが、義和団の「扶清滅洋」（ふしんめつよう、意味：清を扶〔たす〕け洋を滅すべし）、あるいは「興清滅洋」（清を興〔おこ〕し洋を滅すべし）という清朝寄りのスローガンに対し、さきの毓賢同様同情を示す大官が複数おり、徹底した弾圧には至らなかった点も原因の一つである。列強を苦々しく思っていた点は西太后以下も同じであり、義和団への対処に手心を加えることとなった。一説にはおよそ20万にのぼる義和団が北京にいたという。
こうして義和団が我が物顔で横行するようになり、しばらくすると、不測の事態が発生し清朝を慌てさせた。1900年6月10日、20万人の義和団が北京に入城する。甘粛省から呼ばれて北京を警護していた董福祥（とうふくしょう）配下の兵士に日本公使館書記官の杉山彬が殺害され、6月20日にはドイツ公使クレメンス・フォン・ケットラー（Clemens von Ketteler）が清国軍の神機営に殺害された。

#### 「宣戦布告」への過程
義和団の源流は何かという問題と並んでよく論じられるのが、清朝の列強への「宣戦布告」である。この決定は義和団及び列強連合軍に対しどう対処するかについて、4度御前会議が開かれた末、決定された。西太后は何故積極的にこの火を見るより明らかな無謀な決定を下したのだろうか（多数の主な和平派高官を宣戦布告と併せ西太后は直ちに処刑）。激昂に駆られた感情的な側面があるのは確かであるが、それのみを重視して「宣戦布告」＝狂気の選択といったような不可知論的説明は歴史学では採らない。「宣戦布告」のいくつか理由について以下に列挙する。
1. 大沽砲台問題 ― 最も決定的だったのは大沽砲台問題といわれる。大沽砲台とは海河河口に備えられており、北京や天津へと遡航する艦船への防御の要となる砲台であった。それが5月20日の時点で列強への引渡しを求められ、なおかつ清朝側が拒否後攻め落とされた。交戦状態でもないにもかかわらず、また義和団に占拠されていたのでもない、にもかかわらず、列強がこの挙に出たことが、西太后の決心を促した。加えて、従前の仇教事件のような列強の司法への介入、山東巡撫の更迭要求等のいくつもの列強の圧力、信頼できない臣家の証言、すなわち「累朝の積憤」（積もり積もった怒り。剛毅の言）が次第に西太后を「宣戦布告」へと追いやったと言える。
2. 「照会」問題 ― この「照会」とは列強が西太后に引退を求めたとされる文書である。西太后はこれを見て激昂し宣戦を決めたという。しかし実はこの「照会」は偽物であった。清朝主戦派の誰か（端郡王載漪（さいい）[注釈 5]一派と目されている）が捏造したものと考えられたが、事実に符合しない点が多く当人による偽造説は否定されている。
3. 清朝内の権力争い ― 清廷内には戊戌変法を支持した光緒帝を廃位しようとする計画が進められていた。その障害となったのが、列強と李鴻章や一部の親王であり、それらを排除するために義和団を利用したという。つまり列強に対しては義和団を充てる一方で、列強に妥協的だという理由で李鴻章らを媚外として批判したのである。

6月21日の宣戦布告 に先だつ会議では宥和派が優勢だったが、西太后は「中国の積弱はすでに極まり。恃むところはただ人心のみ」と述べて開戦の意志を明示した。

### 八カ国連合軍の派遣

#### 第一次連合軍の派遣

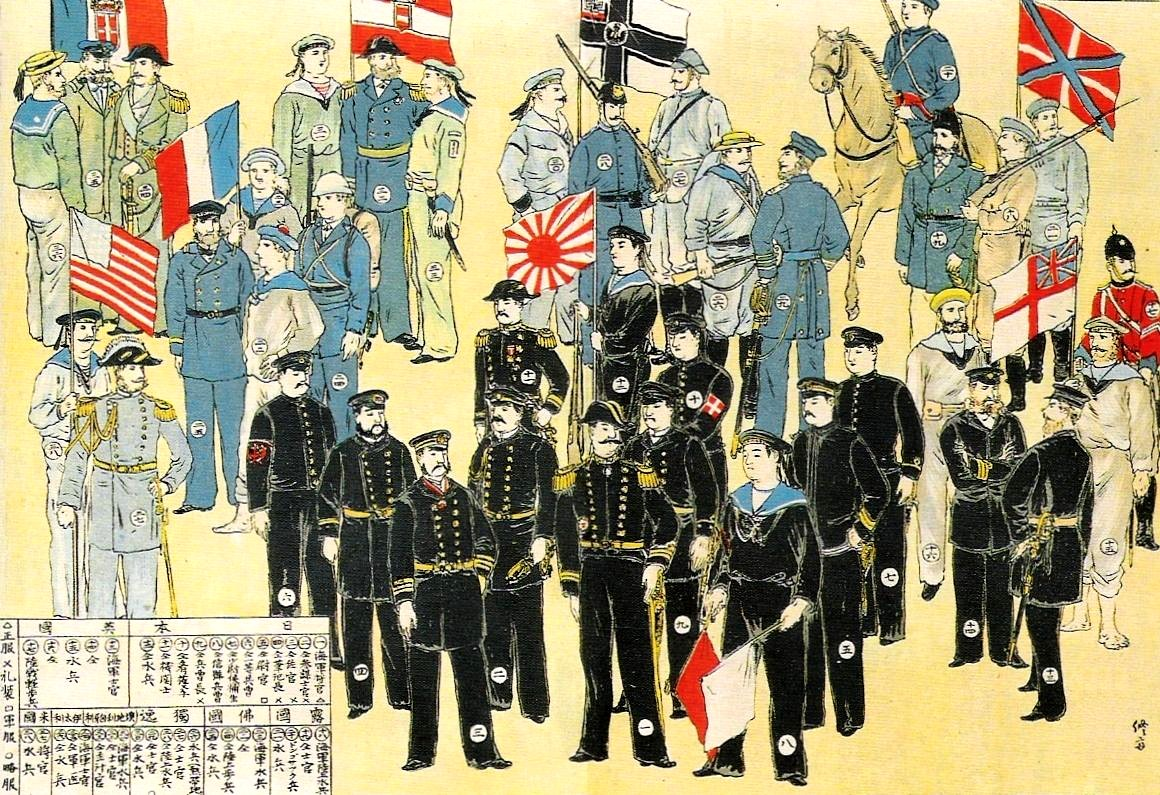
1900年に日本で描かれた、連合軍将兵の軍装

北京駐在公使の要請を受けて、５月末より列強の連合軍は、軍事介入を計画していた。６月初旬にはイギリス海軍中将シーモア率いる連合軍約2,000名が北京を目指したが、義和団によって破壊された京津鉄道（北京－天津間）を修繕しながら進軍したため、その歩みは遅く、また廊坊という地では義和団及び清朝正規兵、董福祥の甘軍によって阻まれ、天津への退却を余儀なくされた。つまり清朝の宣戦布告以前より、列強は軍隊を派遣し義和団掃討作戦を実施していたことになる。6月17日、天津にある大沽砲台の攻撃について、清朝は「無礼横行」と非難し、宣戦布告をする重要な動機のひとつとなった。

#### 第二次連合軍の編成と日本軍の参戦

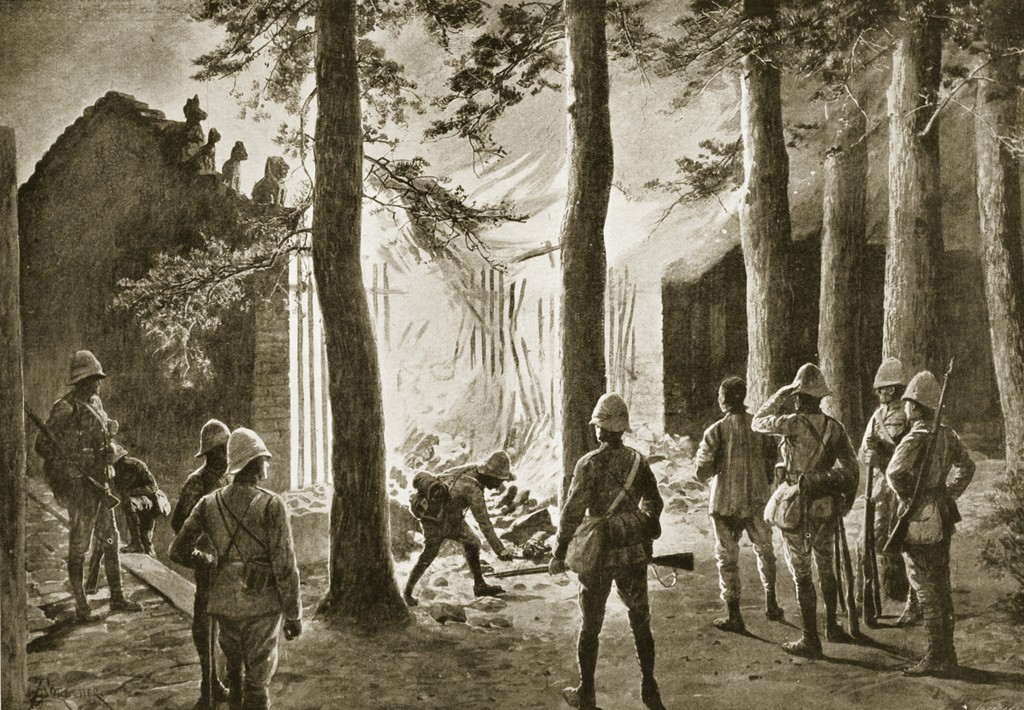
イギリス軍による寺院の焼き討ち（山海関）。1900年当時の絵。

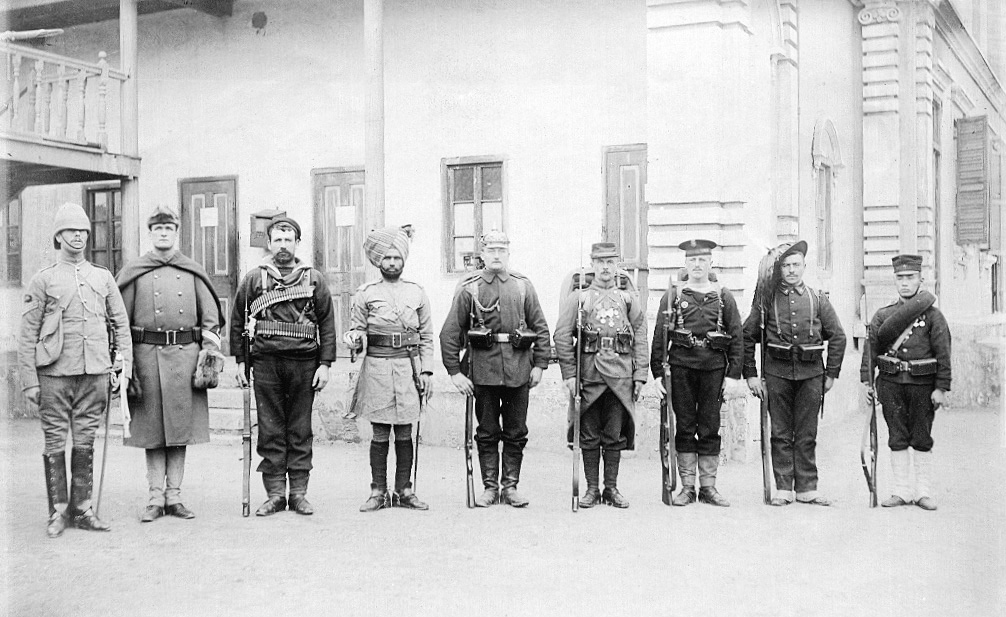
連合軍の兵士。左から、イギリス、アメリカ、ロシア、イギリス領インド、ドイツ、フランス、オーストリア、イタリア、日本。

義和団鎮圧のために軍を派遣した列強は八カ国あり、その内訳はイギリス、アメリカ、ロシア、フランス、ドイツ、オーストリア＝ハンガリー、イタリアら欧米七列強と日本である。総司令官にはイギリス人のアルフレッド・ガスリーが就任した。
日本の青木周蔵外相は、6月13日にイギリスの同意があるならば、日本は大軍を送る用意があるとの見解を表明した。ロシアが義和団の乱に便乗し、大軍勢を満洲に派遣した情勢に対し、ロシアの権益拡大を怖れるイギリス首相のソールズベリー卿は、日本に対して6月23日、7月5日、7月14日と再三にわたって出兵を要請した。また、2回目と3回目の出兵要請の際には、財政援助も申し入れている。7月5日の要請は特に、ソールズベリー侯が列国を代表するかたちでおこない、なおかつ、出兵可能な国は日本だけであり、反対する国は無いと明言したのであった。
第2次山縣内閣はこの要請を受けて1900年7月6日に増派を決め、7月18日に大沽に上陸し、7月21日は天津に達した。なお、義和団鎮圧戦争の、兵力数に対する戦死者の千分比は、日本16.2人、ロシア10人強、イギリス6人であった。
総勢約2万人弱の混成軍であったが、最も多くの派兵をおこなったのは日本とロシアであった。これは日露以外の各国は、それぞれが抱える諸問題のため多くの兵力を送る余裕が無かったことに起因する。特にイギリスは南アフリカでオランダ系移民の子孫らの国であるオレンジ自由国及びトランスヴァール共和国との間で戦争状態（ボーア戦争）にあったため、多くの兵力を送る余裕がなく、日本に派兵を要請したことも日本の大量派兵の一因である。また、アメリカ合衆国は米比戦争を戦っていたため、イギリスと同様に派兵は少数にとどまった。
日本軍は陸軍大臣桂太郎の命の下、第五師団（およそ8,000名）を派兵し、その指揮は福島安正に委ねられた。彼は英語・フランス語・ドイツ語・ロシア語・中国語に堪能で、当時ロシアや清朝を調査する旅行から帰国したばかりであったが、その経験を買われて指揮官に据えられたのである。

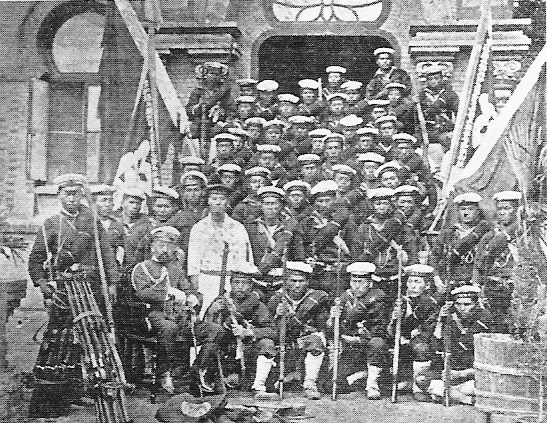
エドワード・ホバート・シーモア指揮下の日本の海軍陸戦隊

この日本軍派兵には様々な思惑が込められていた。公使館の保護は無論であるが、清国における日本の権益拡大や、清朝を叩くことで朝鮮半島における日本のアドバンテージを確立すること、日本についで大軍を送っていたロシアへの牽制、列強側に立って派兵することで「極東の憲兵」としての存在感を誇示し、将来的な不平等条約改正への布石とするなどが主要な目的であった。

##### 日本軍

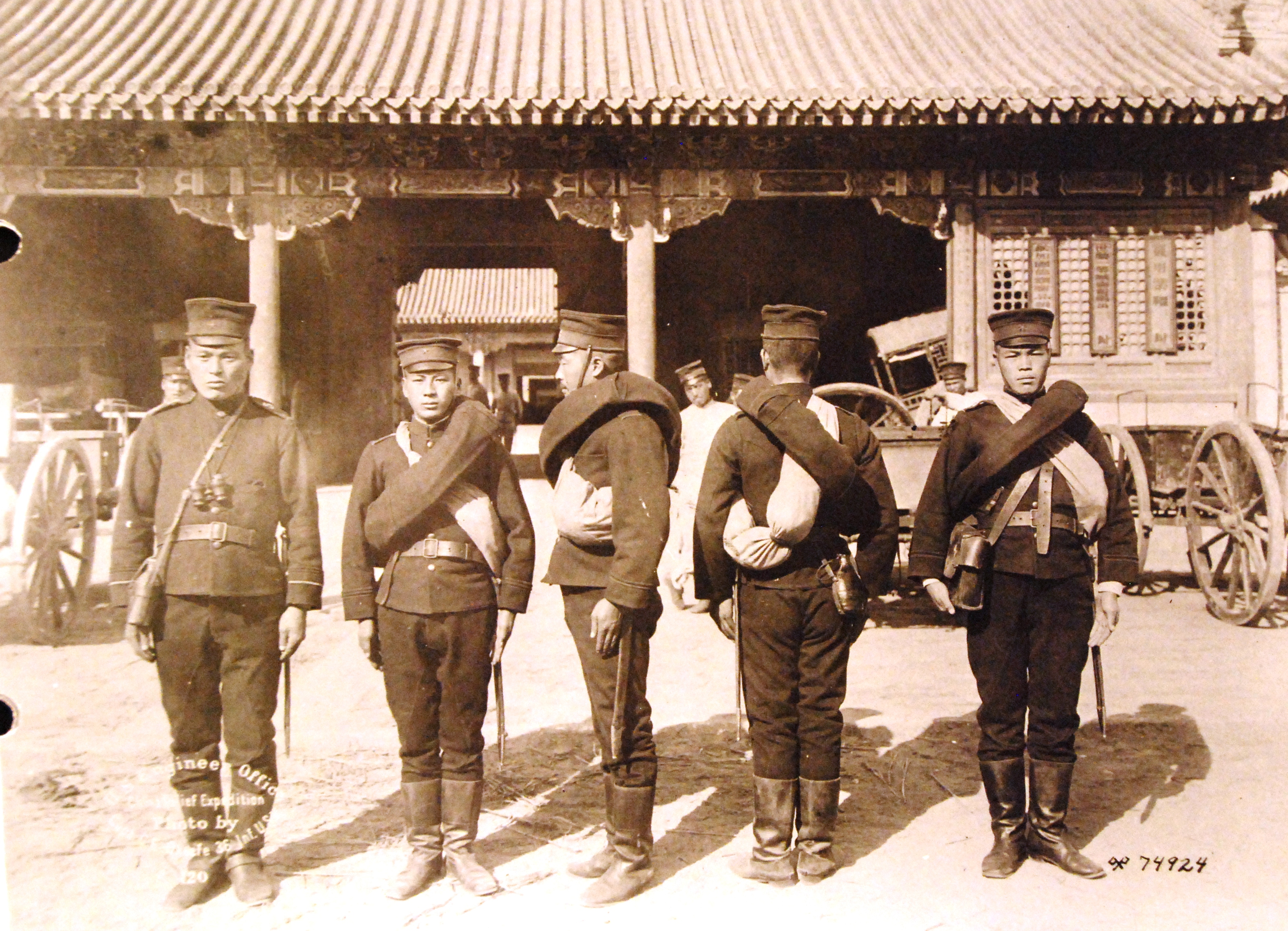
砲兵（1900年）
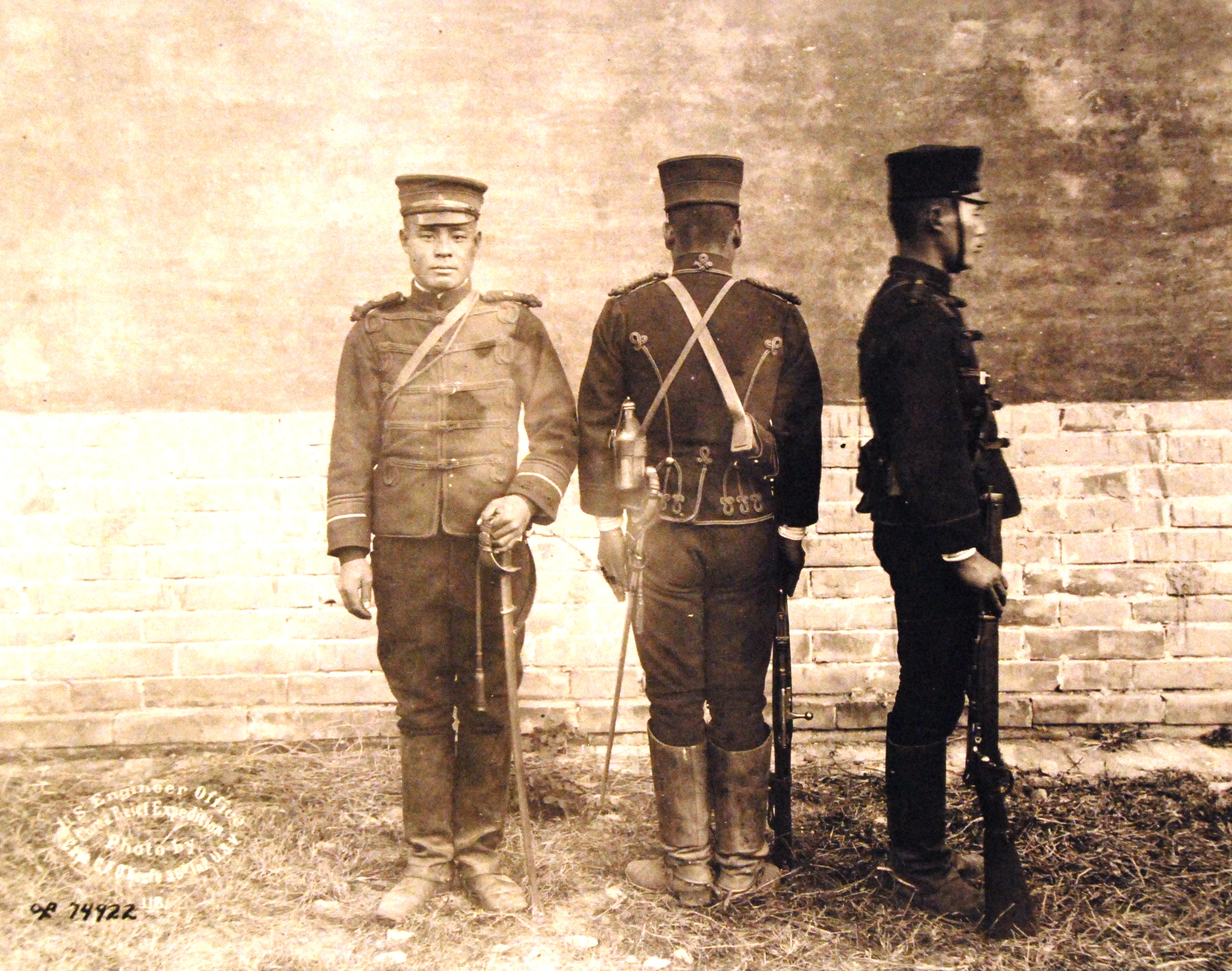
騎兵（1900年）
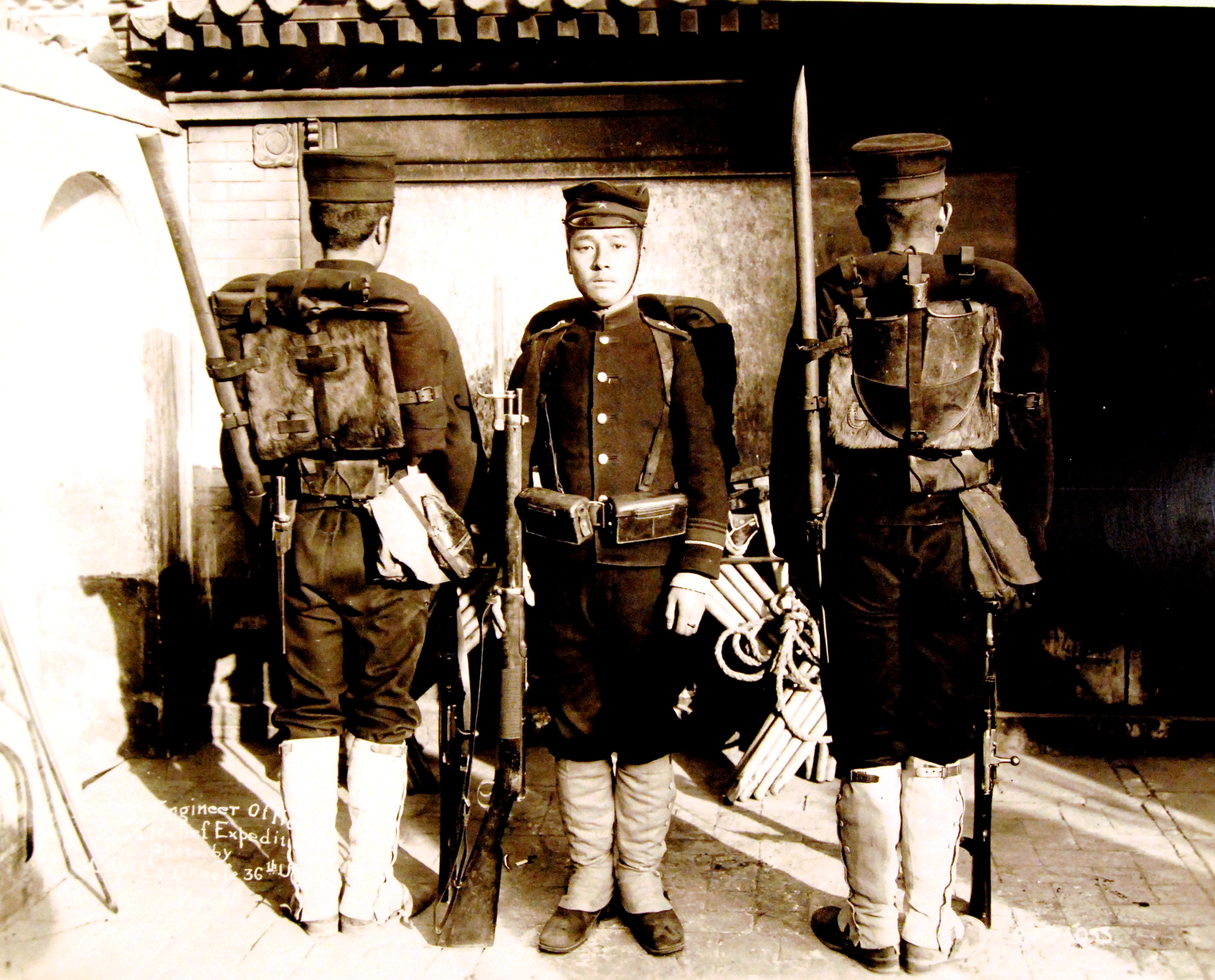
工兵（1900年）
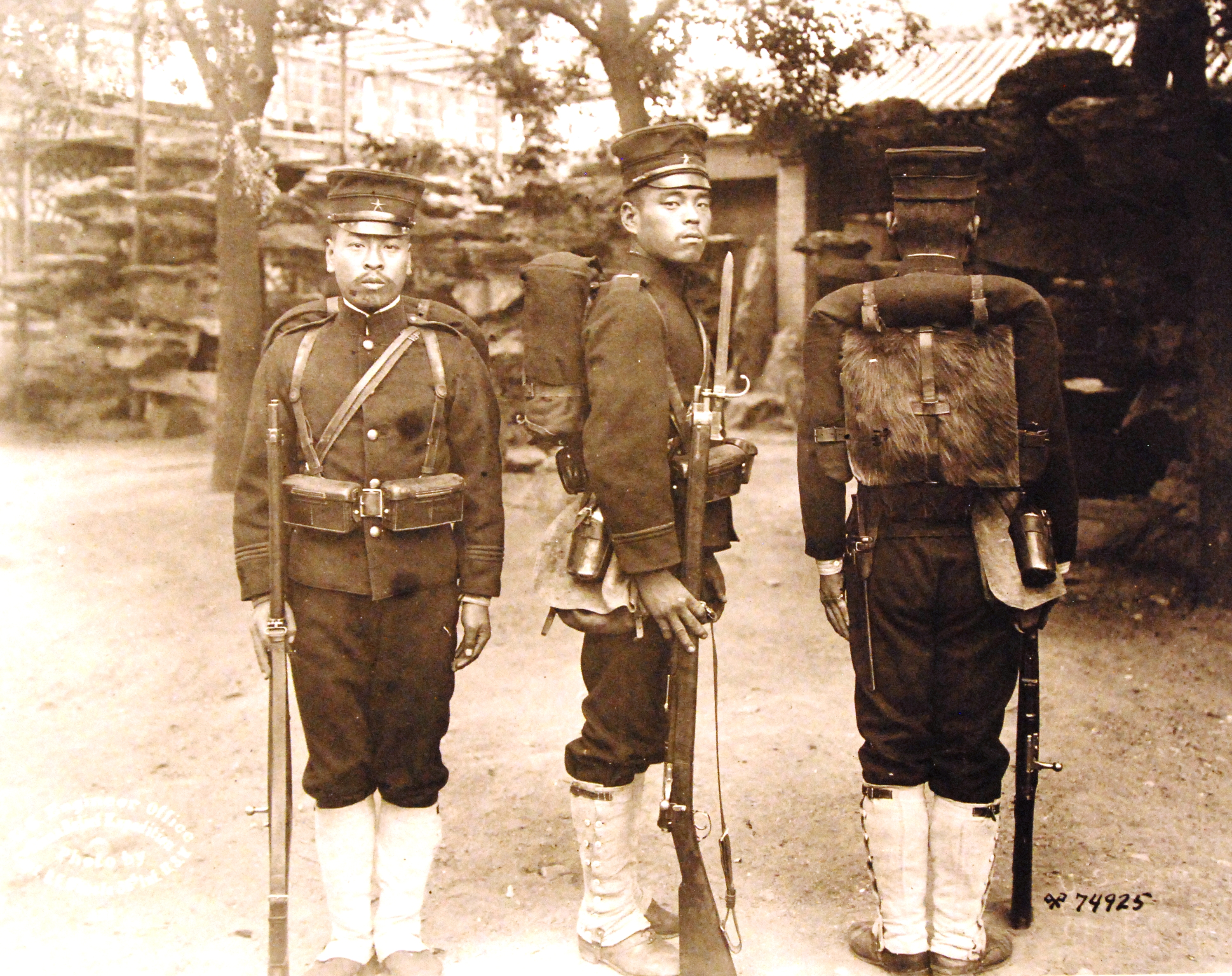
歩兵（1900年）
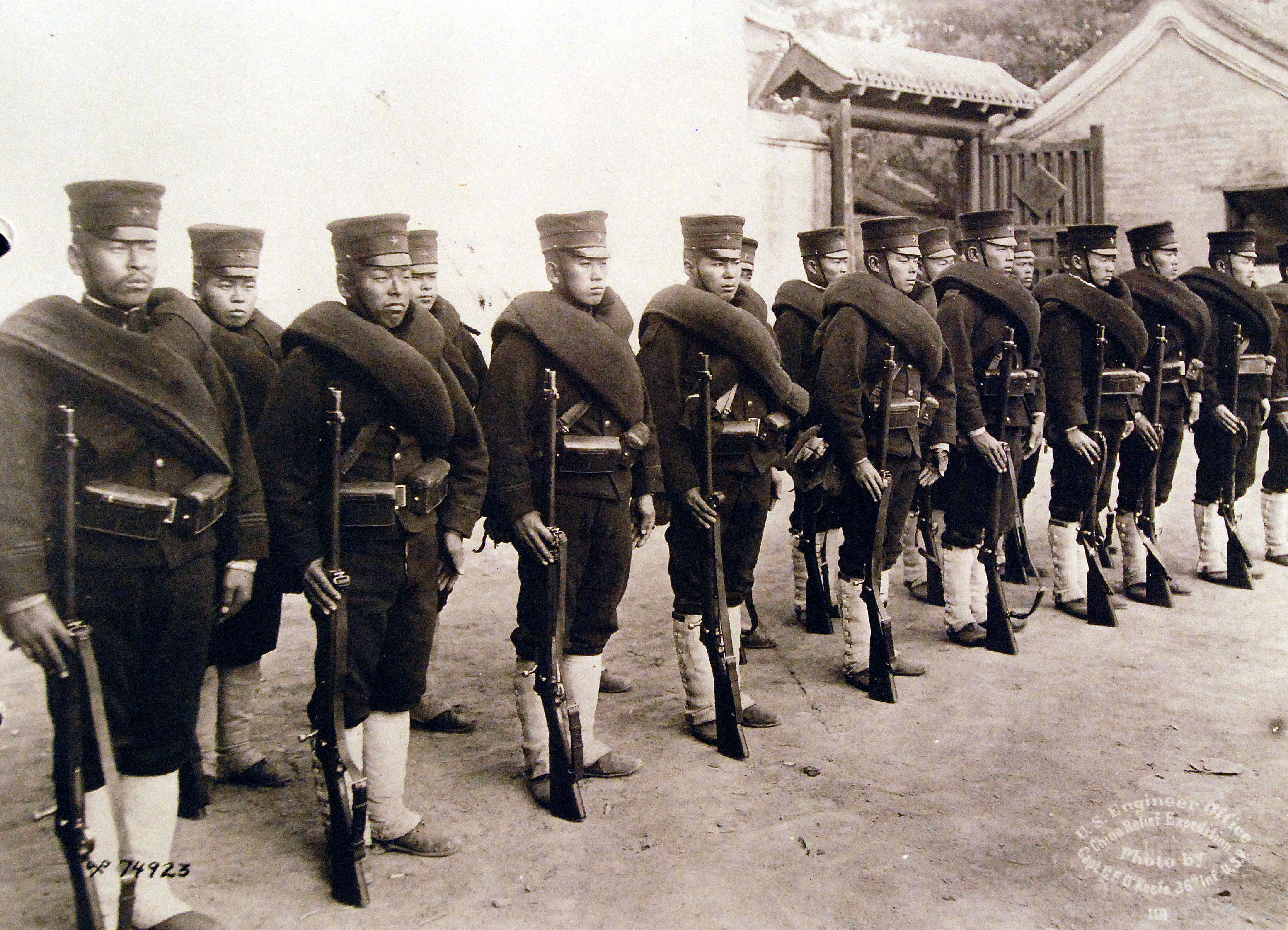
歩兵（1900年）
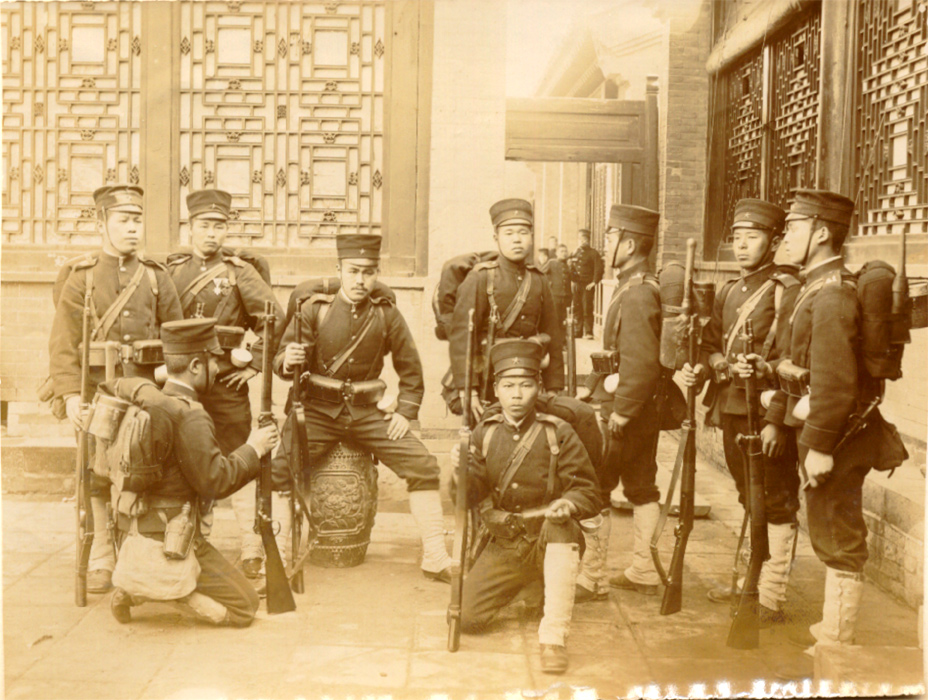
歩兵部隊（1900年）

#### 戦争の推移
連合軍の最初の正念場は大沽砲台・天津攻略戦であった。租界を攻撃していた清朝の正規軍、聶士成（じょうしせい）の武衛前軍や馬玉崑（ばぎょくこん）率いる武衛左軍と衝突したが、戦闘は連合軍が清朝側を圧倒した。結果聶士成を戦死せしめ、数日後の7月14日には天津を占領するに至る。 直隷総督裕禄（ゆうろく）は敗戦の責を取って自殺した。天津城南門上には、およそ4,000名の義和団・清朝兵の遺体があったという。
そして8月4日には、連合軍は北京に向けて進軍を開始したが、各国の足並みが揃わず歩みが遅かった。軍事作戦上の齟齬や各国軍の戦闘への積極性の違いも原因であったが、そもそも北京に早く到達すべきかどうかという根本的な点でも、意見の一致を見ていなかった為である。イギリスや日本が、北京の公使館を少しでも早く解放すべきと主張する一方で、北京進攻はかえって公使館に対する清朝・義和団の風当たりを強くするという意見もあったのである。また義和団による清朝の混乱をさらに拡大させることで、一層大きな軍事介入を画策する国まであった。いずれにしても連合軍の歩みは緩慢であったため、それだけ北京で救援を待つ人々に苦渋を強いることになり、後々批判されることになる。

#### 義和団・清朝軍の軍事能力について
激戦はいくつかあったが、連合軍は全体的にみて苦戦したというわけではなかった。清朝軍と義和団は、連合軍と比べ圧倒的な兵数を有していたものの、装備という点で全く劣っていたためである。例外は大沽砲台や聶士成の武衛前軍、馬玉崑率いる武衛左軍といった近代化部隊であったが、これらすら兵器の扱いに不慣れな兵士が多かったために、効果的な運用ができなかったという。中には「所々ニ於ケル自己ノ弾薬ノ破裂ハ、遂ニ抵抗シ得サルニ至ラシメタリ。敵（清朝兵：加筆者）ノ死屍七八百ハ砲台内ニ横タワレリト云フ」（大沽砲台の攻防についての日本軍の批評）とあるように、訓練不足のため近代兵器を活用できず、暴発などで自滅した例も有った。義和団に至ってはその装備していた武器は剣槍がほとんどで、銃器を持った者など僅かしかいなかった。
また軍隊組織としてみた場合、義和団は言うに及ばず、清朝軍すら全体を統括指揮する能力に欠けており、その点も前近代的であると日本軍からは評されている。しかし日本軍も彼らを決して侮っていたわけではなく、「彼等ノ携帯兵器多クハ清国在来ノ刀・槍・剣、若クハ前装銃ニシテ、皆取ルニ足ラサルモノナリシモ、能ク頑強ノ抵抗ヲ為シ、我兵ヲ苦メタル勇気ハ称スルニ余リ有リ」という声もあるように、士気はすこぶる高かったようである。ただ作戦・装備が劣る点を士気によって補おうとする姿勢は、多くの犠牲を生むことになり、この戦乱の死傷者の多くは義和団あるいは清朝軍の兵士で占められた。

#### 北京進攻

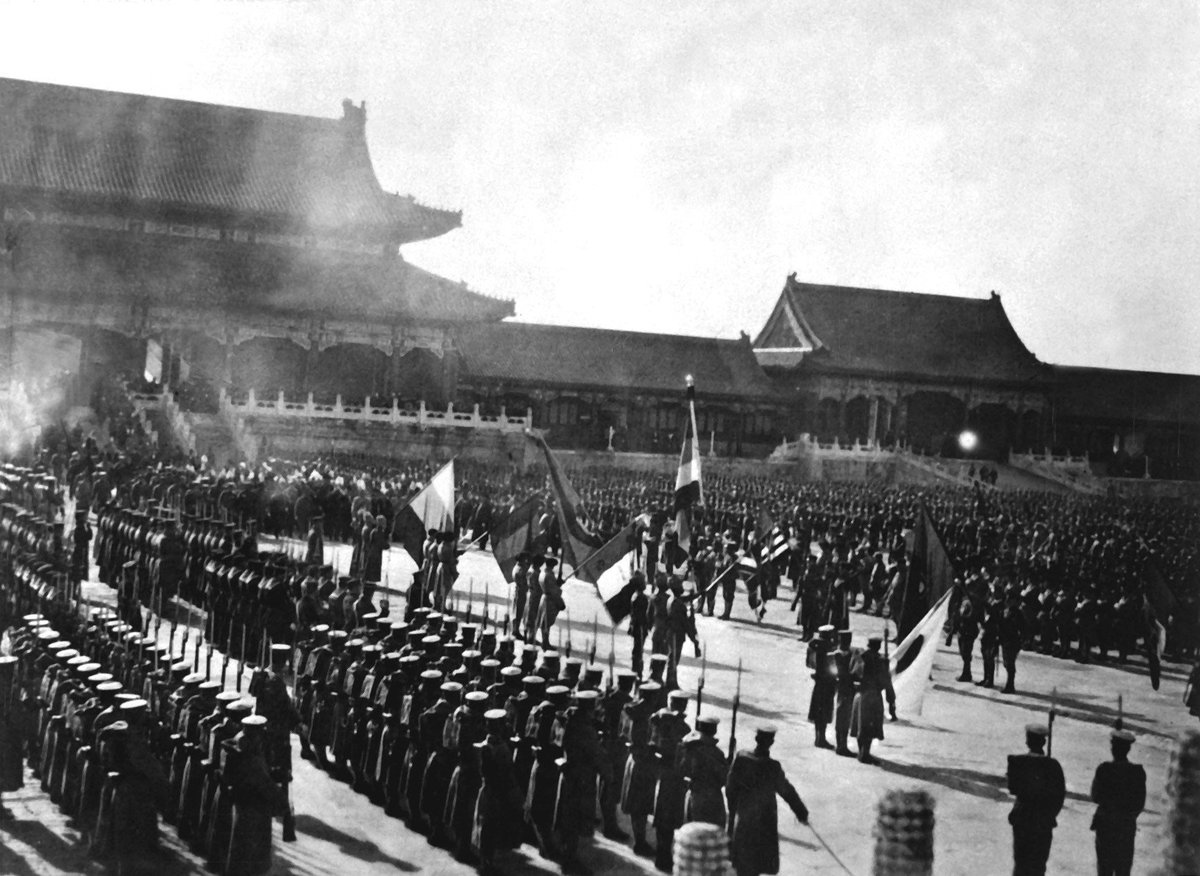
紫禁城内の連合軍

8月14日、連合軍は北京攻略を開始し、翌日陥落させた。北京には八旗や北洋軍ほかおよそ4万人強の兵力が集められたが、さきに天津から進攻する連合軍との戦いで敗れ、戦死あるいは戦意喪失による逃亡によって城攻防戦の際にはすでに多くの兵が失われていた。この北京占領以後、およそ1年間に及ぶ占領体制が布かれることになる。
占領直後から連合軍による略奪が開始され、紫禁城の秘宝などはこれがきっかけで中国外に多く流出するようになったと言われる。連合軍の暴挙によって王侯貴族の邸宅や頤和園などの文化遺産が掠奪・放火・破壊の対象となり、奪った宝物を換金するための泥棒市が立つほどであった。
日本軍は他国軍に先駆けて戦利品確保に動き出し、まず総理衙門と戸部（財務担当官庁）を押さえて約291万4,800両の馬蹄銀や32万石の玄米を鹵獲した。そのためか列国中戦利品が最も多かった。これは後述する情報将校、柴五郎の指示に拠るものである。

#### 西安蒙塵
西太后は北京陥落前に貧相な庶民に変装して紫禁城を脱出し、途中山西省大同などに寄りつつ10月西安に辿り着いた。彼女はアロー戦争の時にも熱河に逃げており、これが生涯2度目の蒙塵（都落ち）となった。
この逃避行には甥の光緒帝も同行させたが、彼の寵愛を独占する珍妃を宦官に命じて紫禁城寧寿宮裏にある井戸に落とし殺害させている。光緒帝を同行させたのは北京に残しておくことで列強を後ろ盾にした皇帝親政が復活する可能性を封じるためであり、珍妃の殺害を命じたのは彼女がやがて自身を凌駕する存在となることを西太后が危惧したことが原因だと言われる。珍妃の遺体を井戸から引き上げ弔ったのは日本軍だった。
連合軍の北京占領はおよそ1年間続いたが、西太后はそれを嫌って帰京しようとはせず、西安滞在は1902年1月にまで及んだ。こののち西太后は鉄道を使って還幸したが、これが彼女にとって初めての鉄道乗車となった。下掲「東南互保」図に西太后と光緒帝の逃走路と帰還路を示す。

### 北京籠城

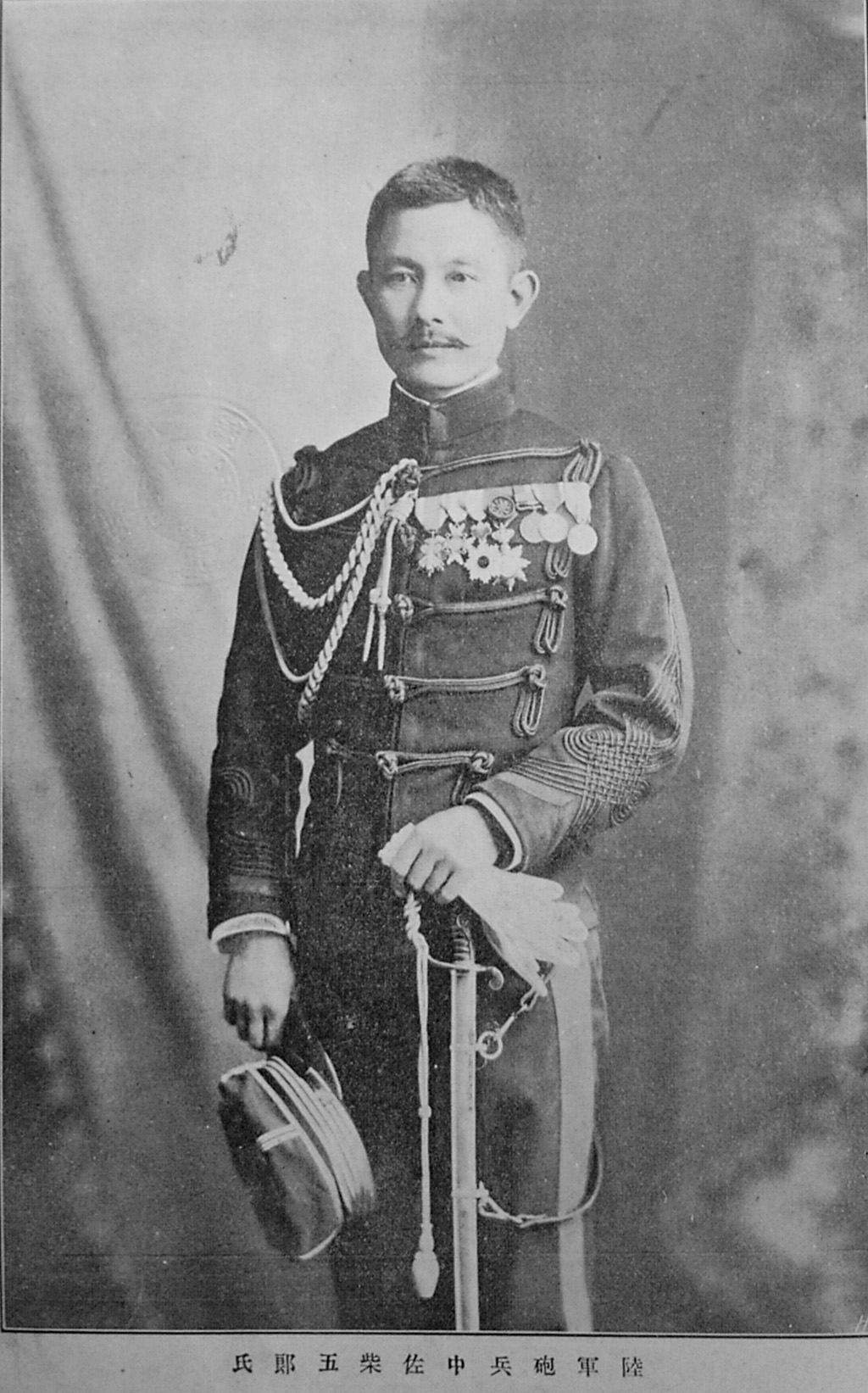
北京籠城の指揮を執った柴五郎（陸軍中佐当時）

#### 籠城の開始
清朝の宣戦布告は、清朝内に在住する外国人及び中国人クリスチャンの孤立を意味するも同然であった。特に北京にいた外国公使たちと中国人クリスチャンにとっては切迫した事態を招来した。当時紫禁城東南にある東交民巷というエリアに設けられていた公使館区域には、およそ外国人925名、中国人クリスチャンが3,000名ほどの老若男女が逃げ込んでいた。しかし各国公使館の護衛兵と義勇兵は合わせても481名に過ぎなかったという。
6月19日に24時間以内の国外退去命令が伝えられ、翌日から早速攻撃が開始された。以後八カ国連合軍が北京を占領する8月14日までのおよそ2か月弱、籠城を余儀なくされるのである。ちなみに籠城した人の中には、中国研究者として名高いペリオや海関の総税務司（Inspector-General）として長年清国に滞在していたロバート・ハート、『タイムズ』通信員のG.E.モリソン、服部宇之吉、狩野直喜、古城貞吉といった有名人も含まれていた。

#### 柴五郎
この籠城にあって日本人柴五郎砲兵中佐の存在は大きく、籠城成功に多大な寄与をしたと言われる。柴五郎は当時北京公使館付武官として清朝に赴任していた。籠城組は各国の寄り合い所帯であったため、まず意思疎通が大きな問題となったが、英語・フランス語・中国語と数か国語に精通する柴中佐はよく間に立って相互理解に大きな役割を果たした。またこの籠城組の全体的な指導者はイギリス公使クロード・マクドナルドであったが、籠城戦に当たって実質総指揮を担ったのは柴五郎であった（フランス軍の大佐がいたが、技術系の兵種で指揮を辞退したため、残った士官では柴が各国中で最先任だったから）。解放後日本人からだけでなく欧米人からも多くの賛辞が寄せられている。

#### 中国人クリスチャンたち
またこの北京籠城は、中国人対外国人という単純な図式で捉えることはできないであろう。上で触れているように、公使館区域には中国人クリスチャンも多く逃げ込んできており、彼らが籠城の上で多くの重要な役割を果たしたことは否定できない。
彼らは戦闘は無論、見張りや防衛工事、消火活動、負傷者の救護、外（連合軍）との秘密の連絡をこなし、柴五郎も「耶蘇教民がいて我々を助けなかったならば、われわれ少数の兵にては、とうてい粛親王府は保てなかったかと思われます」、「無事にあの任務を果たせたのも信用し合っていた多くの中国人のお陰でした。そのことを明らかにすると、彼らは漢奸として、不幸な目に遭うので、当時は報告しませんでした」と回顧している。すなわち日本人や欧米人、中国人が団結し、大きな軋轢がなかったことこそが籠城を支えた、少なくとも内からの瓦解を防いだと言っても過言ではない。

#### 清朝の交戦姿勢

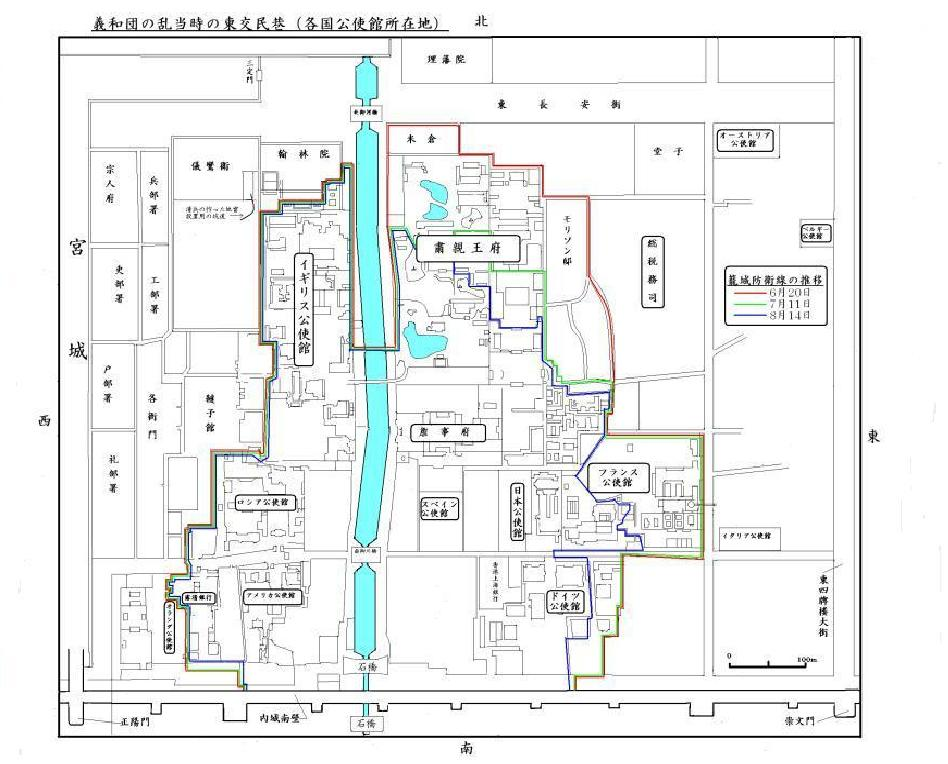
義和団の乱時の東交民巷
2か月弱の防衛線の変化も示す

しかし籠城を成功させた最も大きな理由は、清朝の不徹底な交戦姿勢にあった。西太后の命により「宣戦布告」したものの、当初から列強に勝利する確信は清朝側に無かった。少なくとも栄禄ら戦争消極派はそう考えていた。したがって敗戦後の連合軍の報復を考慮したとき、公使館に立てこもる人々を虐殺することに躊躇を覚えていたのである。柴五郎らもその辺の温度差を敏感に感じ取っており、柴は董福祥の甘軍は真剣に包囲殲滅を目指しているが、栄禄直轄の部隊は銃撃するものの突撃などは少なかったと解放後に述べている。
右略図にあるように、防衛線は粛親王府やフランス公使館方面が徐々に後退しているものの、各国公使の家族が避難していたイギリス公使館側の防衛線にはほとんど変化がない。柴同様籠城していた西徳二郎公使が「清国政府としてはそれまでの決心がない」と言うように、清朝側も公使団の扱いに困惑し、非情な決断をしかねたという背景が2か月の籠城戦にはあった。あるいは清朝内の徹底抗戦派と和平派の綱引きの間に公使館は置かれていたといえる。近年の研究には、公使館の人々を人質として生かし、列強との外交交渉を有利に運ぶ材料として清朝が考えていたという主張をする者もある。
なお、北京に籠城して無事だったのは、公使館区域だけではない。キリスト教教会である北堂（西什庫聖堂）でも欧米人、信者ら3000人が籠城しており、支えきっている。

#### 籠城の終焉
清朝軍によって襲撃・夜襲を仕掛けられることはあったものの、時折休戦が差し挟まれ、その間公使団と清朝とは話し合いをもったため、休息することが可能であった。特に7月17日以降から北京陥落の数日前までは、比較的穏やかな休戦状態が維持継続され、尽きかけた食料・弾薬を調達することもできた。8月11日から14日までは再び清朝軍の攻勢が強まったが、8月14日の午後ついに援軍が来て2か月弱の籠城戦は終わりを告げた。
この籠城戦において、どの国も犠牲者を出した。籠城を余儀なくされた外国人は925名に上るが、戦死者は20名ほどであった。日本人は攻撃の激しかった粛親王府防衛を受け持っていたため、各国の中で最も死者率が高かった。中国人クリスチャンは、18名が亡くなっている。

## 「東南互保」と北京議定書

### 「東南互保」宣言

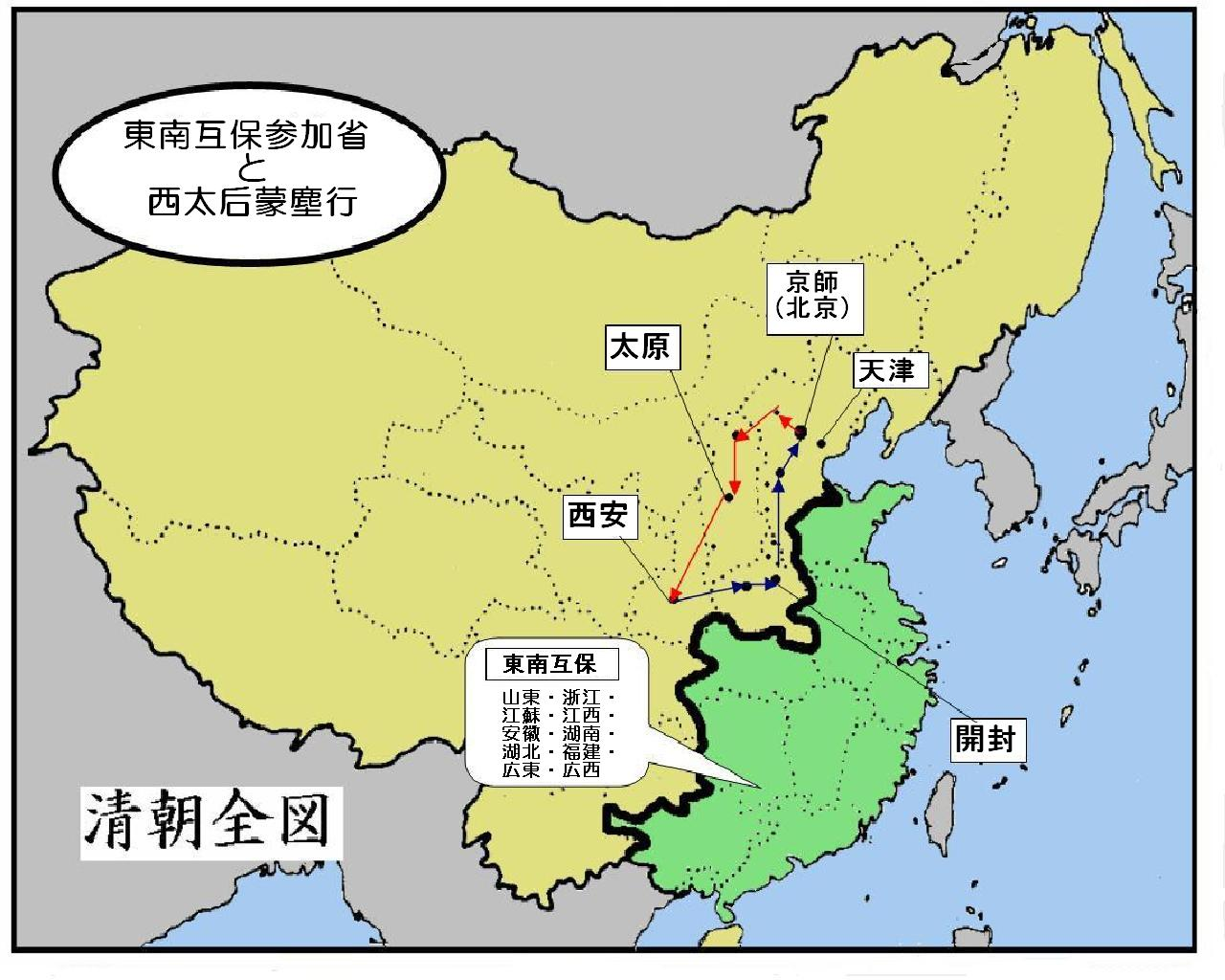
東南互保形勢図と西太后蒙塵行

西太后が「宣戦布告」の上諭を出して列強への態度を明確化した頃、両江総督劉坤一や湖広総督張之洞、両広総督李鴻章ら地方の有力官僚らは、この上諭を偽詔とした上で従わない旨宣言し、そして義和団の鎮圧に動いた。また列強各国領事と「東南互保」という了解を結び、義和団の騒擾を中国北部に限定するよう仕向けた。具体的には、盛宣懐や張謇が地方大官と各国領事の間を奔走し、「保護南省商教章程」9か条と「保護上海租界城廂章程」10か条を結び、外国人の生命及び財産を列強が進攻しない限り保護することを確約した。
この「条款」は清国東南に位置する地方の総督や巡撫といった大官と列強との利害が一致したため成立した。
いわば、清朝の地方の大官たちが結託して地方の利害を優先させ、義和団の影響が及ばないよう先手をうったといえる。
これは明らかに西太后の命に背くものであったため、剛毅らは弾劾上奏を行ったが、西太后には処分する手立てがなかった。抑々、名目上皇帝である光緒帝は開戦に反対で、公使館保護の勅旨を出したものの西太后に妨害阻止されだけで命令自体は撤回されて居らず、皇帝の意向に従っただけで名実共に処分する正当性と実行性が存在していなかったともいえる。

### 北京陥落以後
地方の有力官僚たちは乱が終息すると、直ちに列強との関係改善に乗り出した。例えば北京議定書締結直前の1901年8月には、2か月前まで北京で日本軍を率いていた福島安正が日本の軍部の意向で清国東南に派遣され、張之洞・王之春（安徽巡撫）・恩寿（江寧布政使、療養中の劉坤一の特使）らと日本との軍事協力について協議している。その結果、同年11月に仙台市で開かれた日本の陸軍大演習には、張之洞や劉坤一らの命を受けた清国文武官90名（主に中国東南の総督・巡撫の官員）が演習視察のために派遣されている。

#### 「扶清滅洋」から「掃清滅洋」へ
北京の陥落後しばらくして、清朝の姿勢は180度転換した。すなわち8月20日に己を罪する詔を出し、義和団を「拳匪」あるいは「団匪」と呼び反乱軍と認定した。以後義和団は清朝をも敵にまわし戦闘せざるを得なくなる。それまで「扶清滅洋」を旗印にしていた義和団は、清朝に失望し「掃清滅洋」（清を掃〔はら〕い洋を滅すべし）と変えるに至った（他に「清を平らぐ」、「清に反〔そむ〕く」などのバージョンもある）。これは後述する 北京議定書（辛丑条約）によって過大な賠償金を強いられることになった清朝が、その負担を庶民に転嫁せざるを得なくなったことも大きな理由である。

#### 義和団の鎮圧

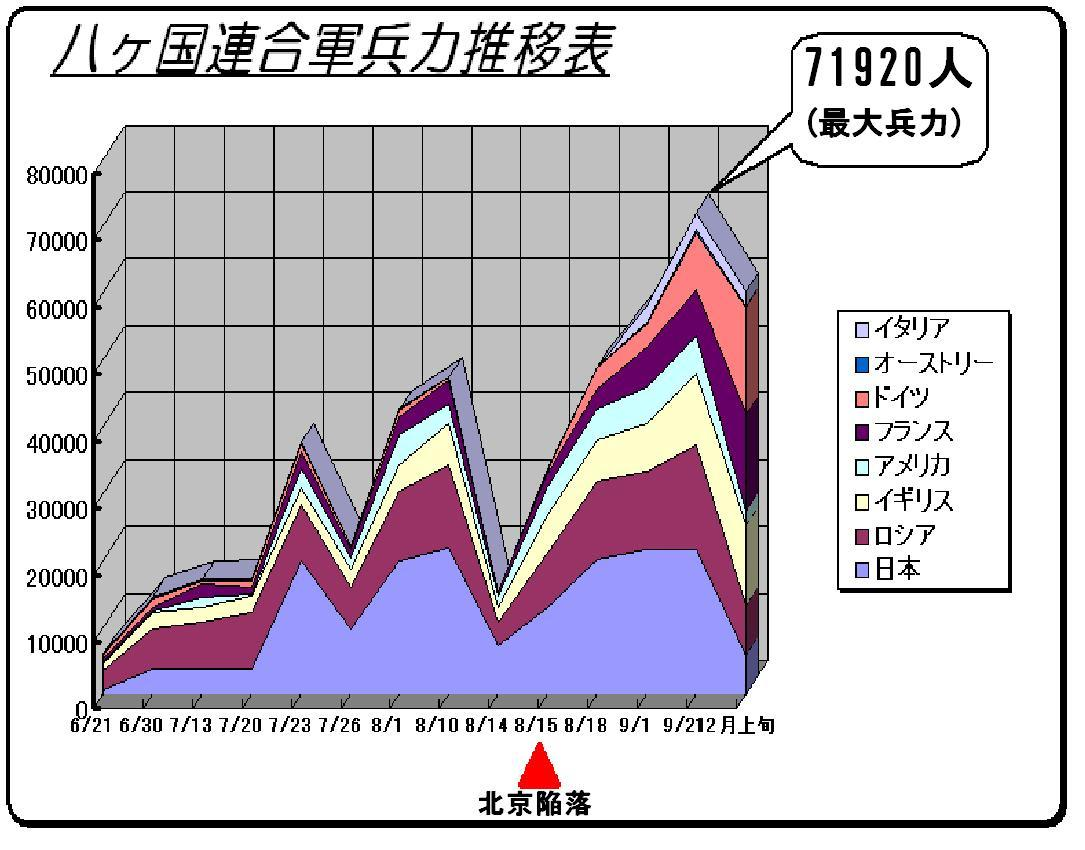
八カ国連合軍兵力推移表

北京占領後の1900年9月に、連合軍にドイツからヴァルダーゼー元帥率いる数万人の兵力が増強され、彼が連合国総司令官になると、北京周辺の度重なる懲罰的掃討作戦を展開した。各国を合わせると計78回に及ぶ義和団残党狩りが行われ、それは山海関や保定、山西省と直隷省との境界線付近まで含む広大な範囲にわたった。特に多くの掃討戦を行ったのはドイツであって、約半分を占めている。
またロシア帝国軍はこの時満州占領を企図して進駐した。6月に義和団がアムール川沿いのロシアの街ブラゴヴェシチェンスクを占領すると、報復としてロシア領内にあった中国人居住区である江東六十四屯を崩壊させ、さらに南へ軍を進め東三省（満州）一帯を占領した。これが後々日露戦争の導火線の一つとなった。右表に明らかなように、実は北京陥落以後の方が投入された兵力は多く、最大71,920名に上る。義和団の乱後の清朝における勢力扶植に努めるためであった。

#### 義和団の乱における死傷者数
連合軍は上記のように多くの兵力を投入したが、日本軍の計算に依れば、全期間にわたる死者数は757名、負傷者数は2,654名とされている。ちなみに最も多くの死傷者を出したのは日本であった（死者349名・負傷者933名）。また清朝や義和団によって殺害された人々は宣教師や神父など教会関係者が241名（カトリック53人＋プロテスタント188人）といわれる。
一方清朝や義和団側の死傷者は統計としては正確性を欠かざるをえないが、上で引用したように天津城攻防戦だけで4,000名ほどの遺体があったと日本軍が書いていることから考えて、一年ほどの戦争期間に多大な死傷者を出したことは容易に想像できる。

### 北京議定書

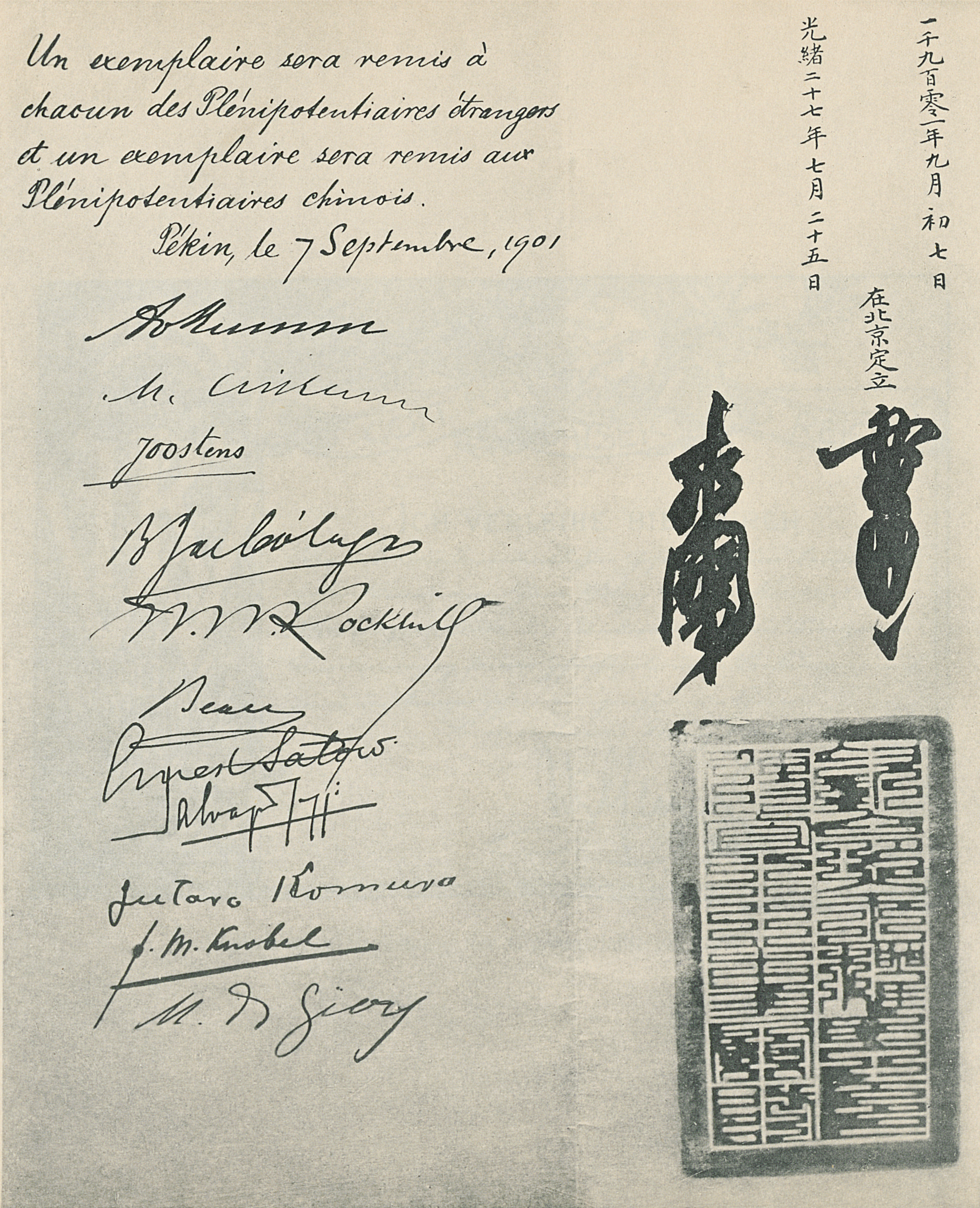
北京議定書

西太后は北京から逃走する途中で義和団を弾圧する上諭を出したが、同時に列強との和議を図るよう李鴻章に指示を出した。その時後々有名となる次のことばを用いている。「中華の物力を量りて、與国の歓心を結べ」（「清朝の〔そして西太后の〕地位さえ保証されるなら金に糸目はつけるな）。列強との交渉は慶親王奕劻及び直隷総督兼北洋大臣に返り咲いた李鴻章が担ったが、敗戦国という立場上列強の言いなりとならざるを得ず、非常に厳しい条件が付せられた。またそれは西太后の地位を守るための代償という意味合いもあった。
義和団の乱の責任は端郡王載漪や剛毅ら数人の重臣と地方官僚50人ほどに帰せられ、処刑もしくは流刑を言い渡された。1901年9月7日に締結された条約中、もっとも過酷だったのは賠償金の額であった。清朝の歳入が8800万両強であったにもかかわらず、課された賠償金の総額は4億5000万両、利息を含めると9億8000万両にも上った。このしわ寄せは庶民にいき、「掃清滅洋」という清朝を敵視するスローガンは、義和団以外にも広がりを見せるようになる。
連合軍は首都北京及び紫禁城を占領し、北京議定書によって清国は賠償金（庚子賠款）を支払い、北京周辺の護衛は外国部隊が任務にあたることになった。大日本帝国は北京と天津に清国駐屯軍 (後に支那駐屯軍)を設置した(pp10,29,30)。これはのちの日中戦争初期の主力部隊となる。

## 影響

### 中国国内
1. 総理衙門の廃止と外務部の創設
これらは北京議定書に盛り込まれているように、列強各国の強い意向によって実現したものである。アロー戦争以後清朝の外交を担ってきた総理衙門が清朝官庁内で次第に地位低下したことに不満を覚えた諸外国が、清朝に外交を重視するよう求めた結果、総理衙門を廃止し外務部をつくらせるに至った。なお外務部は他の官庁より上位の組織であるとされた。
2. 中国の半植民地化
北京議定書によって、北京や天津に外国の駐兵権を認め、また巨額の賠償金によって外国による財政支配（海関税・常関税・塩税が支払われるまでの担保として押さえられた）を受容せざるを得なくなった清朝、そして中華民国は、もはや独立国としての体裁をなさず、「半植民地」ともいうべき状態に陥った。北京における駐兵権容認はやがて盧溝橋事件の引き金ともなるのである。
3. 清朝への不信増大
最も大きな影響は、民衆の不平不満の矛先が列強よりもむしろ清朝自体に向けられるようになったことであろう。それは清朝滅亡のカウントダウンが開始されたことと同義であった。列強への「宣戦布告」の際には「現在我が中国は積弱極まった。頼るところは最早人心のみ」と述べながら、北京陥落後あっさり義和団を切り捨てた清朝・西太后の姿勢は大きな失望を一般民衆に与えた。さらに北京議定書によって定められた巨額の賠償金を支払うために、過大な負担を民衆に強いたことは、人々が清朝を見限るのに決定的な理由となりえた。孫文は中国で何度も革命を行おうとして失敗し、その度に無謀だと周囲から冷笑されていた。しかし義和団の乱以後民衆の中に傍観者的な雰囲気が減り、孫文たちを積極的に応援する風向きが俄かに増加したと述べている。すなわち義和団の乱は辛亥革命に至る重要な伏線となったといえる。
4. 光緒新政の開始
北京に帰った西太后は、70歳近い年齢でありながら英語を習い始めるなど、西欧文明に寛容な態度を取り始めた。方針を転換しいわゆる光緒新政を開始した。これは立憲君主制、議院内閣制への移行・軍の近代化・経済振興・科挙廃止と技官、実務官僚を育成する教育改革で、方向性は数年前西太后が取り潰した康有為らの戊戌変法と同じものであった。これは西太后が列強国との実力差を認知した事に加え、剛毅など西欧化に反対する勢力が北京議定書によって一掃されたことも影響している。
5. 聶士成の武衛前軍等の北洋軍壊滅による袁世凱台頭
義和団の乱において直隷総督配下の近代化軍隊は連合軍に敗れて大きな打撃を受けたが、袁世凱の軍だけは義和団をたたくのみで、直接列強との戦争に参加しなかったためほとんど無傷であった。そのため清朝内で隠然たる影響力を持つに至る。同時期、李鴻章や劉坤一、栄禄といった清朝の実力者が次々と死去するという「幸運」もあって、清朝一の精鋭部隊を率いる袁世凱は、それを政治資本として有効に活用していった。それはやがて袁世凱を李鴻章の後任として直隷総督へと出世させ、さらに辛亥革命後の中華民国大総統、中華帝国皇帝（洪憲帝）へと押し上げる原動力となった。

### 世界・東アジア
1. 日露の対立激化と日英同盟の締結
義和団の乱鎮圧のために各国それぞれが出兵したが、その中で日本とロシアの対立が顕在化していった。特にロシア帝国軍の満洲占領とモラルを欠いた軍事行動は、各国に多大な懸念を与えるとともに、日本に朝鮮における自国の権益が脅かされるのではという危機感を与えるのに十分であった。イギリスも中国における自国の利権を守るために日本に期待を示すようになり、光栄ある孤立を捨て1902年に日英同盟を締結するに至った。これには日本軍を賞賛したモリソンの後押しもあった。
2. 領土割譲要求の沈静化
日清戦争以降、清朝は「瓜分」（中国分割）の最大危機にさらされていたが、義和団の乱によって膨大な賠償金と各種条約に因る権益を応諾させて、半植民地化に因る恒久的な搾取が約束された。また戦闘において圧倒的な強さを示した連合軍であったが、その後の占領地支配には手を焼き、中国の領土支配の困難さに嫌でも気づかざるを得なかった。列強のその時の思いは連合軍司令官ヴァルダーゼーの「列強の力を合わせたとしても、中国人の4分の1でも治めるのは困難であろう」ということばに言い尽くされている。ただ例外的に領土支配を目指した国があった。ロシアと日本である。ロシアの満州占領は日露戦争を導き、さらに辛うじてその勝者となった日本は一層の領土的野心を滾らせ、日中戦争へと邁進していくようになる。
一方キリスト教会側も義和団以降、中国を半植民地とした事で征服対象から支配し搾取する対象へ変化した事により。これまで積極的に関与していた裁判についても自粛するようになり、次第に教案は減少していった。
3.大逆事件の伏線の可能性
一見すると無関係のようであるが、幸徳事件（1910年）の遠因を義和団の乱の際に起きた馬蹄銀事件に求める研究がある。馬蹄銀事件とは、清国の馬蹄銀を日本軍の派遣部隊が横領した不祥事であるが、『万朝報』の記者であった幸徳秋水らは、それを軍紀の乱れであるとして批判的に報道したため、軍の背後にいる山縣有朋の恨みを買い、それが大逆事件への関与が明確でない幸徳の死刑判決へとつながったとする説である（小林1986年出版）。

## 評価
1. 義和団の乱当時の評価
義和団の乱当時の世界は、社会進化論が有力なイデオロギーとして機能し、文明／野蛮という二項対立でもって物事が語られることが多かった。さきの二項対立には、西欧／非西欧という本来別カテゴリーの二項対立が無理やり重ねられ、さらにこの二項には暗黙の了解として上下のランク付けがなされていた。下位から上位へと移行すること、すなわち非西欧（野蛮）から西欧（文明）へ移行することこそが「進化」・「進歩」として受け止められていた。そのような中で起きた義和団のアンチ・キリスト的、あるいは非西欧的「悪行」は、「文明」に悖る野蛮な行為としてすぐさま世界に広まり、激しい非難が中国に寄せられることになる。
しかし一方中国の実情を知る人々の中には義和団の乱に対し同情的な声や、義和団の乱の意義を正しく見抜く人もあった。たとえば北京籠城を余儀なくされた外交官は「わたしが中国人だったら、わたしも義和団になっただろう」（オーストリア・ハンガリー帝国人A.E.ロストホーン）とのべているし、ベイジル・リデル＝ハートは義和団の発生を国家的意識が目覚める前触れだといっている。日本でも青柳猛（有美）は「義和団賛論」（『有美臭』文明堂、1904）という文章を書いて、義和団に共感を示している。
2. 歴史学の中の義和団の乱
中国史に、そして世界史に大きな影響を与えた点では一致するものの、義和団の乱についての評価は未だ定まっていないと言って良く、それが語られる地域－中国・日本・欧米－によって、無論中国人研究者であっても欧米的論調に近いものもあるが、論調が異なっている。大きく異なるのは義和団の性格についての評価である。中国や日本では、欧米及び日本の帝国主義に反対する愛国運動という捉え方をするのに対し、アメリカなどでは闇雲に外国人を攻撃した排外運動という捉え方をしている（エシェリックやコーエン等）。
帝国主義に関する点で、義和団はキリスト教集団（宣教師や中国人クリスチャン）との対立の中で彼等の持つ様々な特権（行政上あるいは司法上）に直面して、それらが帝国主義に由来することに自覚的となり反対運動を行ったと前者は論じる。しかし欧米の研究者たちは、義和団は帝国主義に自覚的でなく単に外国人嫌いからくる排外運動だと主張している。他方義和団が愛国主義的か否かという点でも対立する。義和団が近代的な国家概念を有していたかどうか、「扶清滅洋」や「掃清滅洋」といったスローガンにおける「清」とは具体的に何を指すのかという点で一致を見ない。すなわちそのスタンスの違いから愛国主義だったといえるのか、あるいはナショナリズムの覚醒と言えるのかという点で論者の意見が分かれている。
2006年に袁偉時が『氷点週刊』に「義和団事件は排外思想があり、ある意味、中国の進歩を遅らせ、むやみに外国人を殺した」とする論文を発表したことから、停刊処分を受けている。「（義和団事件は）帝国主義に対する中国人民の反抗」という中国共産党の公式解釈に違反したことが停刊理由とみられる。

## 義和団の乱余聞

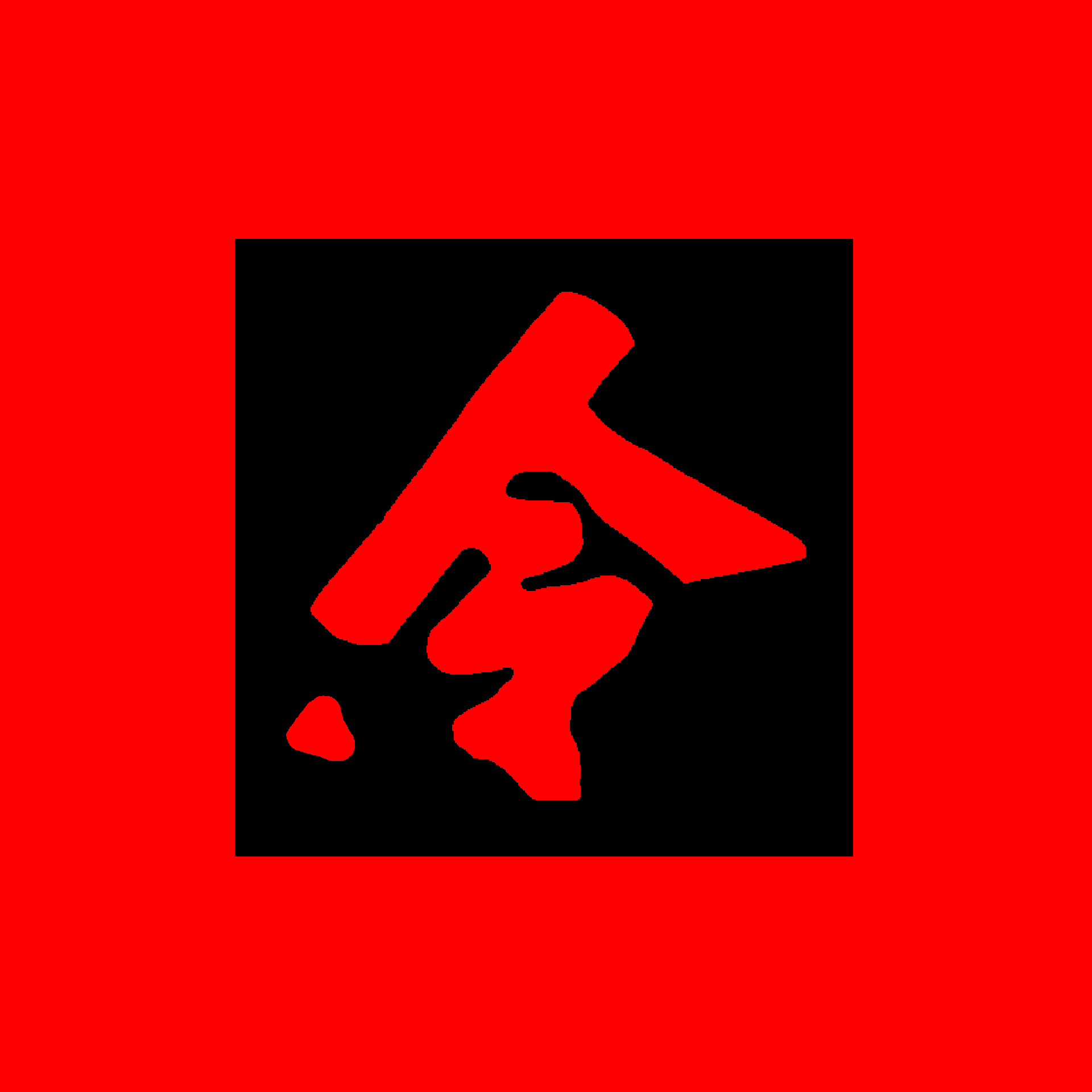
義和団の旗

粛親王善耆と川島浪速
北京籠城において、日本軍が防衛を担当した区画にあった粛親王府は粛親王善耆の邸宅である。彼は非常に日本との関係が深く、特に川島浪速とは自分の娘（日本名川島芳子）を後に川島の養女にするなど縁があった。その川島はこの義和団の乱の際、説得によって紫禁城を無血開城させた人物である。粛親王と川島浪速は後に協力して満州独立運動に荷担していくが、二人の運命は義和団の乱以降交叉し始めたといえる。
賠償金の返却
あまりにも過酷な賠償金請求に対し、やがて国際的な批判と反省が起こり、賠償金を受け取った各国は様々な形で中国に還元することとなった。たとえばアメリカは、賠償金によって北京に清華大学（1911年 - ）を創設した。この大学は北京大学と並んで中国を代表する名門大学として成長し、現在でも理系分野ではトップと言われている。
日本も1922年に賠償金の一部を中国に対する東方文化事業に使用することを決定し、中国側に通告した。日本の外務省には、対支文化事業部が新設され、日中共同による「東方文化事業総委員会」が発足した。また、東亜同文会・同仁会・日華学会・在華居留民団など日本国内で日中関係進展にかかわる団体への補助を行ったり、中国人留日学生への援助を行った。また現代まで続く成果として学術研究機関設置がある。これは北京人文科学研究所・上海自然科学研究所・東方文化学院の設立を指す。東方文化学院は、後に東京大学東洋文化研究所と 京都大学人文科学研究所東方部に改編された。東山銀閣寺の近くに建つ京都大学人文科学研究所東方部は、キリスト教会のような塔を持った美しい西洋風の建物で、塔の窓にはステンドガラスが使われている。但し塔の内部には許可なくしては立ち入れない。
文物の破損・流失と古美術商
八カ国連合軍の一年にわたる北京占領は、掠奪と詐取によって文物の国外流出を促した。それは19世紀に世界に流出した文物と比較して、質量ともに巨大なものであった。宮城そのものの掠奪は免れたものの、その周囲にあった天壇や王府に所蔵されていた文物が被害に遭っている。盗難され、また欧米系占領軍から見て価値の分からない秘籍などはぞんざいに扱われ破損したものも多かった。たとえば『実録』（王朝の公的記録）や「聖訓」（皇帝勅書）等を収めた皇史宬も襲われたため、多大な被害を出している。他にも『歴聖図像』4軸や『今上起居注』45冊、方賓『皇宋会編』（宋版）、呉応箕『十七朝聖藻集』（明版）など貴重な秘蔵文書が消失した。また『古今図書集成』や『大蔵経』も破損・一部散逸などの憂き目に遭っている。東洋史研究者市村瓚次郎は北京に赴き調査した際に「大蔵の経典、図書集成、歴代の聖訓、其他種々の書籍の綸子緞子にて表装せられたるもの、悉く欠本となりて閣中に縦横にとり乱され、狼藉を極めたる様、目もあてられず。覚えずみるものをして愴然たらしむ」と慨嘆している。
多くの美術品が国外に流出したが、それは皮肉にも中国美術品の価値を世界に広めることになった。ジャポニスムによって切り開かれた東洋美術への関心は、19世紀末から20世紀初頭までは日本美術が対象であったが、次第に中国伝統美術にも注がれはじめ、1910年までには中国陶磁が主な対象となった。 こうした中国美術の輸出事業に携わったのは、まず、外交官・実業家張静江がパリで設立した通運公司（1902 - ）、通運公司から独立しパリで長く営業した盧芹齋（C.T.Loo）のLai Yuang and Company(1908 - )、後に、日本の古美術商たちである。1912年に恭親王コレクションの買い付けを行った山中定次郎の山中商会は、北京などで仕入れてロンドン、ニューヨーク、東京で売るビジネスを行った。繭山松太郎の龍泉堂（1908に北京で創業）など他の業者は、北京で買い付けて日本へ輸入するのが主であった。日本経由で欧米へ流出した文物も多い。書画骨董・青銅器・磁器・書籍が主要な品目である。
日本に留まり現存するものも多い。泉屋博古館所蔵の青銅器「虎食人卣」（こしょくじんゆう）や東洋文庫が多く所蔵する『永楽大典』はその代表例である。この他王羲之「遊目帖」（唐代模本）は乾隆帝の秘蔵品であったが、やがて恭親王奕訢に下賜された後、義和団の乱の際に日本に流出した。ただ広島に落ちた原爆によって焼失している。大倉喜八郎は、ロシア商人がアメリカに船で運搬する途上の美術品を、寄港中の長崎港で全て買い取り大倉集古館に収蔵した（関東大震災で焼失）。

## 義和団の乱、簡易年表
| 1894年 |         | 大刀会、活動を開始                                                     |
| 1897年 | 11月1日 | 山東省において大刀会がドイツ人宣教師殺害。数日後、ドイツが膠州湾占拠。 |
| 1898年 | 5月     | 義和拳、「順清滅洋」を旗印に教会・信者を積極的に襲撃。                 |
| 1900年 | 1月27日 | 列強の公使団、清国に義和団鎮圧を強硬に求める。                         |
| 1900年 | 3月14日 | 毓賢を更迭し、袁世凱を山東巡撫とする。                                 |
| 1900年 | 4月     | 袁世凱に弾圧された義和団、直隷省になだれ込む。                         |
| 1900年 | 5月     | 義和団、北京へ到達。                                                   |
| 1900年 | 6月9日  | 各国公使、自国軍の北京への援軍を要請。                                 |
| 1900年 | 6月19日 | 西太后、義和団を支持し西欧列強に宣戦布告することを決定。               |
| 1900年 | 6月20日 | 義和団、紫禁城の一郭にあった北京各国公使館を包囲（ - 8月14日）         |
| 1900年 | 6月21日 | 清国、欧米及び日本の八か国に宣戦布告。                                 |
| 1900年 | 7月14日 | 天津、八カ国連合軍に占領される。                                       |
| 1900年 | 8月14日 | 八カ国連合軍、北京に到達し総攻撃を開始する。                           |
| 1900年 | 8月15日 | 西太后と光緒帝、北京から逃亡。珍妃、紫禁城内の井戸にて死亡。           |
| 1900年 | 9月25日 | 義和団事件における事件の首謀者（清朝内）を発表。                       |
| 1900年 | 10月8日 | 義和団事件に関する北京列国公使会議開催。                               |
| 1901年 | 5月29日 | 清国、北京列国公使団の賠償金（4億5000万両）要求を受諾                  |
| 1901年 | 7月31日 | 八カ国連合軍、北京からの撤退を開始する。                               |

## 義和団の乱を扱ったフィクション作品
戯曲
- 老舎『神拳』「神拳」とは義和拳の源流の一つ。老舎は義和団との因縁が深い。彼は下級の満洲旗人の子として北京に生を享けたが、幼くして八カ国連合軍に父を殺されている。そのため幼少期は非常に苦労した。この戯曲には、老舎の義和団への思いが反映している。この他「吐了一口气」という作品も発表している[23]。

小説
- ニール・スティーヴンスン『ダイヤモンド・エイジ』（1995）
- 浅田次郎『珍妃の井戸』（講談社、1997）
- 莫言『白檀の刑（中国語版）』（2001） - 山東省での反乱が題材
- 松岡圭祐『黄砂の籠城』（講談社、2018）

映画
- 『紅燈祭』監督：（原題：The Red Lantern、1919年、監督：アルベール・カペラーニ、主演：アラ・ナジモヴァ）
- 『北京の55日』（原題：55 Days at Peking、1963年、監督：ニコラス・レイ、主演：チャールトン・ヘストン）
史実に反しアメリカ人とイギリス人が中心に活躍する。撮影はスペインで行われたが、数千名の中国人を出演させるため、映画会社はスペイン全土から中国人を集めたという。また中国料理店で働く中国人が多かったため、撮影期間中の数か月は、スペインの中国料理店がほとんど閉店したという話が残っている。この映画は、そのテーマ性から香港では1980年代後半まで上映は禁止されていた。上で触れた柴五郎も登場し、若き日の伊丹十三が演じている。主役はアメリカ人のルイス少佐である。
- 『八国聯軍』（1975年、製作：ショウ・ブラザーズ（香港）、監督：張徹、主演：傅声）
- 『神鞭』（1986年、制作：西安電影制片廠（中国）、監督：張子恩、主演：陳宝国）

マンガ
- 手塚治虫『一輝まんだら』（講談社ほか）
- ジーン・ルエン・ヤン『ボクサーズ・アンド・セインツ』(2013年、First Second Books)